# 짱구는 못말려의 에피소드 목록 (10–19기)
다음은 짱구는 못말려의 10기부터 19기까지의 에피소드 목록이다. 

## 10기
| 화수 | 제목                                 | 본방송일자 (일본)                                                | 방영순서 |
| ---- | ------------------------------------ | ---------------------------------------------------------------- | -------- |
| 1–1  | "선물 고르기는 어려워요"             | 2004년 1월 17일 대한민국 내 방영 : 2010년 8월 2일 (Part 1 첫방)  | 438-3    |
| 1–2  | "추운 날에는 이불 속이 최고예요"     | 2004년 1월 17일 대한민국 내 방영 : 2010년 8월 2일                | 490-1    |
| 1–3  | "새로 지은 집의 비밀을 발견했어요"   | 2004년 1월 31일 대한민국 내 방영 : 2010년 8월 2일                | 439-1    |
| 2–1  | "맹구에게 고민이 생겼어요"           | 2004년 2월 7일 대한민국 내 방영 : 2010년 8월 2일                 | 439-2    |
| 2–2  | "엄마 대신 저녁밥을 지어요"          | 2004년 2월 7일 대한민국 내 방영 : 2010년 8월 2일                 | 439-3    |
| 2–3  | "누팡 4세의 등장!"                   | 2004년 2월 21일 대한민국 내 방영 : 2010년 8월 2일                | 440-1    |
| 3–1  | "벽장을 깨끗하게 정리해요"           | 2004년 2월 21일 대한민국 내 방영 : 2010년 8월 3일                | 440-2    |
| 3–2  | "아빠가 참관수업에 오셨어요"         | 2004년 2월 21일 대한민국 내 방영 : 2010년 8월 3일                | 440-3    |
| 3–3  | "이번에는 방을 깨끗하게 정리해요"    | 2004년 2월 28일 대한민국 내 방영 : 2010년 8월 3일                | 441-1    |
| 4–1  | "훈이가 사랑의 도피를 해요"          | 2004년 2월 28일 대한민국 내 방영 : 2010년 8월 3일                | 441-2    |
| 4–2  | "한밤중에 이상한 요리를 만들어요"    | 2004년 2월 28일 대한민국 내 방영 : 2010년 8월 3일                | 441-3    |
| 4–3  | "수상한 사람이 나타났어요"           | 2004년 3월 7일 대한민국 내 방영 : 2010년 8월 3일                 | 442-1    |
| 5–1  | "내일 피크닉이 기대돼요"             | 2004년 3월 14일 대한민국 내 방영 : 2010년 8월 9일                | 443-1    |
| 5–2  | "내 손으로 피크닉 도시락을 만들어요" | 2004년 3월 14일 대한민국 내 방영 : 2010년 8월 9일                | 443-2    |
| 5–3  | "피크닉에서 큰 소동이 일어났어요!"   | 2004년 3월 21일 대한민국 내 방영 : 2010년 8월 9일                | 443-3    |
| 6–1  | "가정교사 선생님이 오신대요"         | 2004년 3월 20일 대한민국 내 방영 : 2010년 8월 9일                | 444-2    |
| 6–2  | "잃어버린 물건을 찾아요"             | 2004년 4월 3일 대한민국 내 방영 : 2010년 8월 9일                 | 490-2    |
| 6–3  | "나무 울타리를 손질해요"             | 2004년 4월 10일 대한민국 내 방영 : 2010년 8월 9일                | 445-1    |
| 7–1  | "무인도에서 살아남아요"              | 2004년 4월 17일 대한민국 내 방영 : 2010년 8월 10일               | 445-2    |
| 7–2  | "엄마 몰래 수박을 꺼내먹어요"        | 2004년 4월 17일 대한민국 내 방영 : 2010년 8월 10일               | 445-3    |
| 7–3  | "더운 날은 하루가 너무 길어요"       | 2004년 5월 1일 대한민국 내 방영 : 2010년 8월 10일                | 446-1    |
| 8–1  | "흰둥이와의 산책은 힘들어요"         | 2004년 5월 1일 대한민국 내 방영 : 2010년 8월 10일                | 445-2    |
| 8–2  | "유치원에서 하룻밤을 보내요"         | 2004년 5월 1일 대한민국 내 방영 : 2010년 8월 10일                | 446-3    |
| 8–3  | "친구들에게 점심을 대접해요"         | 2004년 5월 15일 대한민국 내 방영 : 2010년 8월 10일               | 447-1    |
| 9–1  | "여름엔 역시 빙수죠"                 | 2004년 5월 15일 대한민국 내 방영 : 2010년 8월 16일               | 447-2    |
| 9–2  | "길 안내는 저한테 맡기세요"          | 2004년 5월 15일 대한민국 내 방영 : 2010년 8월 16일               | 447-3    |
| 9–3  | "어디를 가도 똑같아요"               | 2004년 5월 15일 대한민국 내 방영 : 2010년 8월 16일               | 448-3    |
| 10–1 | "흰둥이가 결혼식을 해요"             | 2004년 5월 22일 대한민국 내 방영 : 2010년 8월 16일               | 449-1    |
| 10–2 | "아르바이트 구하기는 힘들어요"       | 2004년 5월 29일 대한민국 내 방영 : 2010년 8월 16일               | 449-3    |
| 10–3 | "흰둥이가 예방주사를 맞아요"         | 2004년 6월 5일 대한민국 내 방영 : 2010년 8월 16일                | 450-1    |
| 11–1 | "엄마도 영웅을 좋아해요"             | 2004년 6월 5일 대한민국 내 방영 : 2010년 8월 17일                | 450-2    |
| 11–2 | "훈이는 정리의 왕이에요"             | 2004년 6월 12일 대한민국 내 방영 : 2010년 8월 17일               | 451-1    |
| 11–3 | "흰둥이하고 싸웠어요"                | 2004년 6월 19일 대한민국 내 방영 : 2010년 8월 17일               | 451-2    |
| 12–1 | "살이 쪄서 고민이에요"               | 2004년 6월 26일 대한민국 내 방영 : 2010년 8월 17일               | 452-2    |
| 12–2 | "머리를 갈색으로 염색해요"           | 2004년 7월 3일 대한민국 내 방영 : 2010년 8월 17일                | 452-3    |
| 12–3 | "외출 한 번하기 힘드네요"            | 2004년 7월 3일 대한민국 내 방영 : 2010년 8월 17일                | 453-1    |
| 13–1 | "낮잠을 자고 싶어요"                 | 2004년 7월 3일 대한민국 내 방영 : 2010년 8월 23일                | 453-3    |
| SP   | "외갓집은 재밌어요"                  | 2004년 7월 17일 대한민국 내 방영 : 2010년 9월 22일               | 454      |
| 13–2 | "보이 스카우트에 들어갔어요"         | 2004년 7월 24일 대한민국 내 방영 : 2010년 8월 23일               | 456-1    |
| 13–3 | "보이 스카우트는 즐거워요"           | 2004년 7월 31일 대한민국 내 방영 : 2010년 8월 23일               | 456-2    |
| 14–1 | "휴대폰은 편리해요"                  | 2004년 8월 14일 대한민국 내 방영 : 2010년 8월 23일               | 455-3    |
| 14–2 | "엄마는 요리 선생님이에요"           | 2004년 8월 21일 대한민국 내 방영 : 2010년 8월 23일               | 457-2    |
| 14–3 | "나미리 선생님이 고민이 생겼어요"    | 2004년 8월 28일 대한민국 내 방영 : 2010년 8월 23일               | 457-3    |
| 15–1 | "스포츠카를 갖고 싶어요"             | 2004년 9월 4일 대한민국 내 방영 : 2010년 8월 24일                | 458-3    |
| 15–2 | "흰둥이를 빌려줘요"                  | 2004년 9월 11일 대한민국 내 방영 : 2010년 8월 24일               | 459-2    |
| 15–3 | "청소를 했더니 먹을 게 생겼어요"     | 2004년 9월 18일 대한민국 내 방영 : 2010년 8월 24일               | 460-1    |
| 16–1 | "등유를 사러가요"                    | 2004년 10월 1일 대한민국 내 방영 : 2010년 8월 24일               | 461-2    |
| 16–2 | "훈이랑 썰매를 타고 놀아요"          | 2004년 10월 1일 대한민국 내 방영 : 2010년 8월 24일               | 461-3    |
| 16–3 | "딸꾹질이 멈추지 않아요"             | 2004년 10월 8일 대한민국 내 방영 : 2010년 8월 24일               | 462-1    |
| 17–1 | "엄마한테 점수 따기는 힘들어요"      | 2004년 10월 8일 대한민국 내 방영 : 2010년 8월 30일               | 462-2    |
| 17–2 | "금붕어를 키워요"                    | 2004년 10월 8일 대한민국 내 방영 : 2010년 8월 30일               | 462-3    |
| 17–3 | "환상적인 요거트를 만들어요"         | 2004년 10월 15일 대한민국 내 방영 : 2010년 8월 30일              | 463-1    |
| 18–1 | "응모권을 교환해요"                  | 2004년 10월 15일 대한민국 내 방영 : 2010년 8월 30일              | 463-2    |
| 18–2 | "우아하게 독서를 해요"               | 2004년 10월 15일 대한민국 내 방영 : 2010년 8월 30일              | 463-3    |
| 18–3 | "철수는 커서 성공할거래요"           | 2004년 11월 5일 대한민국 내 방영 : 2010년 8월 30일               | 464-1    |
| 19–1 | "오늘은 가정방문 날이에요"           | 2004년 11월 5일 대한민국 내 방영 : 2010년 8월 31일               | 464-2    |
| 19–2 | "나만의 집이 생겼어요"               | 2004년 11월 5일 대한민국 내 방영 : 2010년 8월 31일               | 464-3    |
| 19–3 | "다이어트 겸 쇼핑을 해요"            | 2004년 11월 19일 대한민국 내 방영 : 2010년 8월 31일              | 465-2    |
| 20–1 | "예술 작품을 남겨요"                 | 2004년 11월 26일 대한민국 내 방영 : 2010년 8월 31일              | 466-2    |
| 20–2 | "원장선생님이 미남이 됐어요"         | 2004년 11월 26일 대한민국 내 방영 : 2010년 8월 31일              | 466-1    |
| 20–3 | "소년이여! 야망을 가져라!"           | 2004년 12월 3일 대한민국 내 방영 : 2010년 8월 31일               | 467-1    |
| 21–1 | "나미리 선생님이 엄마가 됐어요"      | 2004년 12월 3일 대한민국 내 방영 : 2010년 9월 6일                | 467-2    |
| 21–2 | "훈이는 용감해요"                    | 2004년 12월 10일 대한민국 내 방영 : 2010년 9월 6일               | 468-1    |
| 21–3 | "아빠 안주를 먹어버렸어요"           | 2004년 12월 10일 대한민국 내 방영 : 2010년 9월 6일               | 468-2    |
| 22–1 | "바겐세일에 꼭 갈 거예요"            | 2004년 12월 10일 대한민국 내 방영 : 2010년 9월 6일               | 468-3    |
| 22–2 | "아슬아슬하게 장을 봐요"             | 2004년 12월 17일 대한민국 내 방영 : 2010년 9월 6일               | 469-1    |
| 22–3 | "오수 형의 사랑의 대작전!"           | 2004년 12월 17일 대한민국 내 방영 : 2010년 9월 6일               | 469-2    |
| 23–1 | "아빠의 용돈이 떨어졌어요"           | 2004년 12월 24일 대한민국 내 방영 : 2010년 9월 7일               | 470-3    |
| 23–2 | "훈이랑 같이 집을 봐줘요"            | 2004년 12월 24일 대한민국 내 방영 : 2010년 9월 7일               | 493-1    |
| 23–3 | "계란을 지켜요"                      | 2005년 1월 7일 대한민국 내 방영 : 2010년 9월 7일                 | 472-2    |
| 24   | "산에 올라가 자연을 만끽해요"        | 2005년 1월 14일 대한민국 내 방영 : 2010년 9월 7일                | 471      |
| 25–1 | "샌드백 토끼의 복수"                 | 2005년 1월 21일 대한민국 내 방영 : 2010년 9월 13일               | 472-3    |
| 25–2 | "맹구의 보물을 맡아줘요"             | 2005년 1월 28일 대한민국 내 방영 : 2010년 9월 13일               | 473-1    |
| 25–3 | "오늘은 왠지 아프고 싶어요"          | 2005년 1월 28일 대한민국 내 방영 : 2010년 9월 13일               | 473-3    |
| 26–1 | "흰둥이가 고생이 많아요"             | 2005년 1월 28일 대한민국 내 방영 : 2010년 9월 13일               | 493-2    |
| 26–2 | "훈이하고 맹구가 절교했어요"         | 2005년 1월 28일 대한민국 내 방영 : 2010년 9월 13일               | 474-1    |
| 26–3 | "나도 침대를 갖고 싶어요"            | 2005년 1월 28일 대한민국 내 방영 : 2010년 9월 13일 (Part 1 종영) | 474-2    |
| 27–1 | "셈 치고 저금을 해요"                | 2005년 1월 28일 대한민국 내 방영 : 2010년 11월 2일 (Part 2 첫방) | 474-3    |
| 27–2 | "방을 어지르면 안 돼요"              | 2005년 2월 4일 대한민국 내 방영 : 2010년 11월 2일                | 475-2    |
| 27–3 | "아빠는 사랑의 도시락을 싸 가요"     | 2005년 2월 11일 대한민국 내 방영 : 2010년 11월 2일               | 493-3    |
| 28–1 | "시골 생활은 즐거워요"               | 2005년 2월 18일 대한민국 내 방영 : 2010년 11월 2일               | 478-1    |
| 28–2 | "오늘은 다들 잠이 안 와요"           | 2005년 2월 25일 대한민국 내 방영 : 2010년 11월 2일               | 478-2    |
| 28–3 | "존재감이 있는 듯 없어요"            | 2005년 3월 4일 대한민국 내 방영 : 2010년 11월 2일                | 479-3    |
| 29–1 | "열대야에 모기를 잡아요"             | 2005년 3월 11일 대한민국 내 방영 : 2010년 11월 2일               | 480-1    |
| 29–2 | "내비게이션이 너무 똑똑해요"         | 2005년 3월 18일 대한민국 내 방영 : 2010년 11월 2일               | 481-3    |
| 29–3 | "오수 형은 잔머리를 잘 굴려요"       | 2005년 3월 18일 대한민국 내 방영 : 2010년 11월 2일               | 482-1    |
| 30–1 | "태풍이 온대요"                      | 2005년 4월 1일 대한민국 내 방영 : 2010년 11월 2일                | 482-2    |
| 30–2 | "훈이는 세상에 딱 한명 뿐이에요"     | 2005년 4월 15일 대한민국 내 방영 : 2010년 11월 2일               | 483-1    |
| 30–3 | "나의 실수는 당신의 실수"            | 2005년 4월 15일 대한민국 내 방영 : 2010년 11월 2일               | 483-2    |
| 31–1 | "이슬이 누나를 에스코트해요"         | 2005년 4월 29일 대한민국 내 방영 : 2010년 11월 9일               | 483-3    |
| 31–2 | "수지와 밀월여행을 가요"             | 2005년 5월 6일 대한민국 내 방영 : 2010년 11월 9일                | 484-1    |
| 31–3 | "흰둥이가 광고모델이 됐어요"         | 2005년 5월 6일 대한민국 내 방영 : 2010년 11월 9일                | 484-2    |
| 32–1 | "화장실맨은 멋있어요"                | 2005년 5월 13일 대한민국 내 방영 : 2010년 11월 9일               | 485-3    |
| 32–2 | "어려도 인생상담은 해줄 수 있어요"   | 2005년 5월 20일 대한민국 내 방영 : 2010년 11월 9일               | 494-2    |
| 32–3 | "이슬이 누나가 결혼을 한다고?"       | 2005년 5월 27일 대한민국 내 방영 : 2010년 11월 9일               | 486-1    |
| 33–1 | "엄마가 꽃미남 악당에게 반했어요"    | 2005년 6월 3일 대한민국 내 방영 : 2010년 11월 9일                | 486-2    |
| 33–2 | "지금은 공사 중이에요"               | 2005년 6월 10일 대한민국 내 방영 : 2010년 11월 9일               | 487-1    |
| 33–3 | "단추 달기는 자신 있어요"            | 2005년 6월 17일 대한민국 내 방영 : 2010년 11월 9일               | 487-2    |
| 34–1 | "엄마가 영어공부를 해요"             | 2005년 6월 24일 대한민국 내 방영 : 2010년 11월 9일               | 487-3    |
| 34–2 | "서랍장 뒤에는 뭔가 있어요"          | 2005년 7월 7일 대한민국 내 방영 : 2010년 11월 9일                | 488-1    |
| 34–3 | "전차놀이를 해요"                    | 2005년 7월 7일 대한민국 내 방영 : 2010년 11월 9일                | 488-2    |
| 35–1 | "유리의 인형이 말을 했어요"          | 2005년 7월 7일 대한민국 내 방영 : 2010년 11월 16일               | 488-3    |
| 35–2 | "추억의 사진을 찍어요"               | 2005년 7월 21일 대한민국 내 방영 : 2010년 11월 16일              | 489-1    |
| 35–3 | "집안 구석구석을 수색해요"           | 2005년 7월 28일 대한민국 내 방영 : 2010년 11월 16일              | 489-2    |
| 36–1 | "낮잠 자는 것도 쉽지 않아요"         | 2005년 8월 4일 대한민국 내 방영 : 2010년 11월 16일               | 495-1    |
| 36–2 | "유리에게 무슨 일이 생긴 걸까요?"    | 2005년 8월 4일 대한민국 내 방영 : 2010년 11월 16일               | 495-2    |
| 36–3 | "절약은 맛있는 거에요"               | 2005년 8월 4일 대한민국 내 방영 : 2010년 11월 16일               | 495-3    |
| 37–1 | "엄마는 미녀악당이에요"              | 2005년 8월 11일 대한민국 내 방영 : 2010년 11월 16일              | 496-1    |
| 37–2 | "철수의 장보기를 도와요"             | 2005년 8월 11일 대한민국 내 방영 : 2010년 11월 16일              | 496-2    |
| 37–3 | "케이크가 유혹해요"                  | 2005년 8월 11일 대한민국 내 방영 : 2010년 11월 16일              | 496-3    |
| 38–1 | "곰돌이 손수건을 찾아요"             | 2005년 9월 1일 대한민국 내 방영 : 2010년 11월 16일               | 498-2    |
| 38–2 | "이웃 간의 예절을 지켜요"            | 2005년 9월 8일 대한민국 내 방영 : 2010년 11월 16일               | 498-3    |
| 38–3 | "나는 청개구리예요"                  | 2005년 9월 15일 대한민국 내 방영 : 2010년 11월 16일              | 499-1    |
| 39–1 | "나미리 선생님이 복수를 해요"        | 2005년 9월 15일 대한민국 내 방영 : 2010년 11월 23일              | 499-2    |
| 39–2 | "도서관에서는 조용히 해야 돼요"      | 2005년 9월 15일 대한민국 내 방영 : 2010년 11월 23일              | 499-3    |
| 39–3 | "딸기가 사라졌어요"                  | 2005년 10월 4일 대한민국 내 방영 : 2010년 11월 23일              | 502-1    |
| 40   | "올레! 스페인 여행을 가요"           | 2005년 10월 21일 대한민국 내 방영 : 2010년 11월 23일             | 501      |
| 41–1 | "연예인이 되고 싶어요"               | 2005년 11월 4일 대한민국 내 방영 : 2010년 11월 23일              | 502-2    |
| 41–2 | "댄스 연습을 해요"                   | 2005년 11월 4일 대한민국 내 방영 : 2010년 11월 23일              | 502-3    |
| 41–3 | "안경은 멋있어요"                    | 2005년 11월 11일 대한민국 내 방영 : 2010년 11월 23일             | 506-2    |
| 42–1 | "고뭉치 아저씨가 짝사랑을 해요"      | 2005년 12월 2일 대한민국 내 방영 : 2010년 11월 23일              | 506-3    |
| 42–2 | "어린이 정장을 사러 가요"            | 2005년 12월 23일 대한민국 내 방영 : 2010년 11월 23일             | 507-1    |
| 42–3 | "다같이 수영장에 가요"               | 2006년 1월 6일 대한민국 내 방영 : 2010년 11월 23일               | 508-1    |
| 43–1 | "공원에서 친구를 사귀어요"           | 2006년 1월 20일 대한민국 내 방영 : 2010년 11월 30일              | 508-2    |
| 43–2 | "공짜 인형세트는 비싸요"             | 2006년 1월 27일 대한민국 내 방영 : 2010년 11월 30일              | 509-1    |
| 43–3 | "새 신발을 사러 가요"                | 2006년 1월 27일 대한민국 내 방영 : 2010년 11월 30일              | 509-2    |
| 44–1 | "커다란 도시락을 만들어요"           | 2006년 1월 27일 대한민국 내 방영 : 2010년 11월 30일              | 510-1    |
| 44–2 | "비싼 우산은 애물단지예요"           | 2006년 2월 3일 대한민국 내 방영 : 2010년 11월 30일               | 510-2    |
| 44–3 | "엽서를 못 부쳤어요"                 | 2006년 2월 3일 대한민국 내 방영 : 2010년 11월 30일               | 511-1    |
| 45–1 | "배변훈련은 어려워요"                | 2006년 2월 17일 대한민국 내 방영 : 2010년 11월 30일              | 512-1    |
| 45–2 | "종이연극 공연을 해요"               | 2006년 2월 24일 대한민국 내 방영 : 2010년 11월 30일              | 512-2    |
| 45–3 | "아빠의 24"                          | 2006년 3월 3일 대한민국 내 방영 : 2010년 11월 30일               | 513-1    |
| 46–1 | "떡잎유치원 운동회를 해요"           | 2006년 3월 17일 대한민국 내 방영 : 2010년 11월 30일              | 513-2    |
| 46–2 | "짱아와 유리의 사랑싸움"             | 2006년 3월 24일 대한민국 내 방영 : 2010년 11월 30일              | 514-1    |
| 46–3 | "어린이 영화도 재미있어요"           | 2006년 3월 31일 대한민국 내 방영 : 2010년 11월 30일              | 515-1    |
| 47–1 | "나미리 선생님이 결혼을 해요?"       | 2006년 3월 31일 대한민국 내 방영 : 2010년 12월 7일               | 515-2    |
| 47–2 | "몰래 고쳐놔요"                      | 2006년 4월 7일 대한민국 내 방영 : 2010년 12월 7일                | 516-1    |
| 47–3 | "점심은 그게 먹고 싶어요"            | 2006년 4월 7일 대한민국 내 방영 : 2010년 12월 7일                | 517-1    |
| 48–1 | "밖에서 놀면 더워져요"               | 2006년 4월 7일 대한민국 내 방영 : 2010년 12월 7일                | 517-2    |
| 48–2 | "일단은 숨기고 봐요"                 | 2006년 4월 14일 대한민국 내 방영 : 2010년 12월 7일               | 518-1    |
| 48–3 | "준비 오케이예요"                    | 2006년 4월 14일 대한민국 내 방영 : 2010년 12월 7일               | 518-2    |
| 49–1 | "하루종일 이불속에 있어요"           | 2006년 4월 21일 대한민국 내 방영 : 2010년 12월 7일               | 519-1    |
| 49–2 | "훈이는 양다리 인생이에요"           | 2006년 4월 21일 대한민국 내 방영 : 2010년 12월 7일               | 519-2    |
| 49–3 | "고양이를 주웠어요"                  | 2006년 5월 5일 대한민국 내 방영 : 2010년 12월 7일                | 521-1    |
| 50–1 | "콧물이 멈추지 않아요"               | 2006년 5월 12일 대한민국 내 방영 : 2010년 12월 7일               | 522-1    |
| 50–2 | "엄마가 케이크를 만들어요"           | 2006년 5월 19일 대한민국 내 방영 : 2010년 12월 7일               | 522-2    |
| 50–3 | "미팅을 해요"                        | 2006년 6월 2일 대한민국 내 방영 : 2010년 12월 7일                | 523-1    |
| 51–1 | "짱아는 경계의 대상이에요"           | 2006년 6월 16일 대한민국 내 방영 : 2010년 12월 9일               | 523-2    |
| 51–2 | "선생님들이 건강검진을 해요"         | 2006년 6월 23일 대한민국 내 방영 : 2010년 12월 9일               | 524-2    |
| 51–3 | "도시락 대회를 열어요"               | 2006년 6월 30일 대한민국 내 방영 : 2010년 12월 9일               | 525-1    |
| 52–1 | "인터뷰에 대답해요"                  | 2006년 7월 14일 대한민국 내 방영 : 2010년 12월 9일               | 525-2    |
| 52–2 | "훈이는 인기남이에요"                | 2006년 7월 21일 대한민국 내 방영 : 2010년 12월 9일               | 526-1    |
| 52–3 | "무리해서라도 젊어져요"              | 2006년 7월 28일 대한민국 내 방영 : 2010년 12월 9일 (Part 2 종영) | 526-2    |

## 11기
| 화수 | 제목                                    | 본방송일자 (일본)                                    | 방영순서 |
| ---- | --------------------------------------- | ---------------------------------------------------- | -------- |
| 1–1  | "나미리 선생님이 유명해졌어요"          | 2006년 6월 24일 대한민국 내 방영 : 2011년 8월 9일    | 534-2    |
| 1–2  | "사인을 만들었어요"                     | 2006년 7월 1일 대한민국 내 방영 : 2011년 8월 9일     | 535-1    |
| 1–3  | "짱아가 이비인후과에 가요"              | 2006년 7월 8일 대한민국 내 방영 : 2011년 8월 9일     | 535-2    |
| 2–1  | "엄마를 간호해요"                       | 2006년 7월 15일 대한민국 내 방영 : 2011년 8월 9일    | 536-1    |
| 2–2  | "숨은 맛집을 찾아가요"                  | 2006년 7월 15일 대한민국 내 방영 : 2011년 8월 9일    | 536-2    |
| 2–3  | "너무 귀찮아요"                         | 2006년 7월 29일 대한민국 내 방영 : 2011년 8월 9일    | 537-1    |
| 3–1  | "죽마를 만들어서 타고 놀아요"           | 2006년 7월 29일 대한민국 내 방영 : 2011년 8월 9일    | 537-2    |
| 3–2  | "욱신욱신 시큰시큰해요"                 | 2006년 8월 5일 대한민국 내 방영 : 2011년 8월 9일     | 538-1    |
| 3–3  | "주스를 마시고 싶어요"                  | 2006년 8월 5일 대한민국 내 방영 : 2011년 8월 9일     | 538-2    |
| 4–1  | "CD를 사러가요"                         | 2006년 8월 12일 대한민국 내 방영 : 2011년 8월 9일    | 539-1    |
| 4–2  | "왕사슴 벌레를 잡아요 (전편)"           | 2006년 8월 19일 대한민국 내 방영 : 2011년 8월 9일    | 540-1    |
| 4–3  | "왕사슴 벌레를 잡아요 (후편)"           | 2006년 8월 19일 대한민국 내 방영 : 2011년 8월 9일    | 540-2    |
| 5–1  | "어깨안마를 해드려요"                   | 2006년 8월 26일 대한민국 내 방영 : 2011년 8월 16일   | 541-1    |
| 5–2  | "정열의 이소룡 선생님"                  | 2006년 8월 26일 대한민국 내 방영 : 2011년 8월 16일   | 541-2    |
| 5–3  | "정열적인 선생님이 오셨어요"            | 2006년 9월 2일 대한민국 내 방영 : 2011년 8월 16일    | 542-1    |
| 6–1  | "축구로 승부해요"                       | 2006년 9월 9일 대한민국 내 방영 : 2011년 8월 16일    | 543-1    |
| 6–2  | "짱아가 올려놨어요"                     | 2006년 9월 9일 대한민국 내 방영 : 2011년 8월 16일    | 543-2    |
| 6–3  | "미니 파이어 뿅! 이에요"                | 2006년 9월 23일 대한민국 내 방영 : 2011년 8월 16일   | 545-1    |
| 7–1  | "유리가 단단히 삐졌어요"                | 2006년 9월 23일 대한민국 내 방영 : 2011년 8월 16일   | 546-1    |
| 7–2  | "액세서리를 만들어요"                   | 2006년 9월 23일 대한민국 내 방영 : 2011년 8월 16일   | 545-2    |
| 7–3  | "송이버섯을 얻었어요"                   | 2006년 10월 28일 대한민국 내 방영 : 2011년 8월 16일  | 546-2    |
| 8–1  | "일찍 일어나면 좋은 일이 생겨요"        | 2006년 11월 4일 대한민국 내 방영 : 2011년 8월 16일   | 547-1    |
| 8–2  | "이소룡 선생님 가지 마세요"             | 2006년 11월 11일 대한민국 내 방영 : 2011년 8월 16일  | 548-2    |
| 8–3  | "허리가 아파도 먹고 싶어요"             | 2006년 11월 18일 대한민국 내 방영 : 2011년 8월 16일  | 549-1    |
| 9–1  | "이별은 슬픈 게 아니에요"               | 2006년 11월 18일 대한민국 내 방영 : 2011년 8월 23일  | 549-2    |
| 9–2  | "짱아가 첫눈에 반했어요"                | 2006년 11월 25일 대한민국 내 방영 : 2011년 8월 23일  | 550-2    |
| 9–3  | "페인트를 칠해요"                       | 2006년 11월 25일 대한민국 내 방영 : 2011년 8월 23일  | 550-1    |
| 10–1 | "미팅은 부끄러워요"                     | 2006년 12월 2일 대한민국 내 방영 : 2011년 8월 23일   | 551-1    |
| 10–2 | "아빠가 제발 혼자있게 해달래요"         | 2006년 12월 2일 대한민국 내 방영 : 2011년 8월 23일   | 551-2    |
| 10–3 | "흰둥이도 멋진 옷을 입어요"             | 2006년 12월 9일 대한민국 내 방영 : 2011년 8월 23일   | 552-1    |
| 11–1 | "나는 마음이 엘리트예요"                | 2007년 1월 13일 대한민국 내 방영 : 2011년 8월 23일   | 553-2    |
| 11–2 | "엄마가 삐약이를 키워요"                | 2007년 1월 20일 대한민국 내 방영 : 2011년 8월 23일   | 554-1    |
| 11–3 | "짱아는 공주마마예요"                   | 2007년 1월 20일 대한민국 내 방영 : 2011년 8월 23일   | 556-2    |
| 12–1 | "이슬이 누나랑 보드를 타러 가요 (전편)" | 2007년 1월 27일 대한민국 내 방영 : 2011년 8월 23일   | 555-1    |
| 12–2 | "이슬이 누나랑 보드를 타러 가요 (후편)" | 2007년 1월 27일 대한민국 내 방영 : 2011년 8월 23일   | 555-2    |
| 12–3 | "이소룡 선생님과 눈사람을 만들어요"     | 2007년 2월 3일 대한민국 내 방영 : 2011년 8월 23일    | 556-1    |
| 13–1 | "줄서서 먹는 라면집에 가요"             | 2007년 2월 10일 대한민국 내 방영 : 2011년 8월 30일   | 557-1    |
| 13–2 | "이불 커버를 갈아요"                    | 2007년 2월 10일 대한민국 내 방영 : 2011년 8월 30일   | 590-2    |
| 13–3 | "뷔페도 먹는 방법이 있어요"             | 2007년 2월 17일 대한민국 내 방영 : 2011년 8월 30일   | 558-1    |
| 14–1 | "온 가족이 스키를 타요"                 | 2007년 2월 17일 대한민국 내 방영 : 2011년 8월 30일   | 558-2    |
| 14–2 | "엄마는 청소의 달인이에요"              | 2007년 3월 3일 대한민국 내 방영 : 2011년 8월 30일    | 559-1    |
| 14–3 | "새 차를 사러 가요"                     | 2007년 3월 3일 대한민국 내 방영 : 2011년 8월 30일    | 559-2    |
| 15–1 | "신입경찰이 도둑을 잡았어요"            | 2007년 3월 10일 대한민국 내 방영 : 2011년 8월 30일   | 560-1    |
| 15–2 | "아빠가 명품 셔츠를 입어요"             | 2007년 3월 10일 대한민국 내 방영 : 2011년 8월 30일   | 560-2    |
| 15–3 | "막내이모가 왔어요"                     | 2007년 3월 17일 대한민국 내 방영 : 2011년 8월 30일   | 561-1    |
| 16–1 | "커다란 공원에 가요"                    | 2007년 3월 17일 대한민국 내 방영 : 2011년 8월 30일   | 561-2    |
| 16–2 | "초코비를 벌어요"                       | 2007년 4월 21일 대한민국 내 방영 : 2011년 8월 30일   | 562-1    |
| 16–3 | "잠꾸러기 자매예요"                     | 2007년 4월 28일 대한민국 내 방영 : 2011년 8월 30일   | 563-2    |
| 17–1 | "막내이모는 철이 없어요"                | 2007년 5월 5일 대한민국 내 방영 : 2011년 9월 6일     | 564-1    |
| 17–2 | "철수랑 흰둥이가 산책을 해요"           | 2007년 5월 5일 대한민국 내 방영 : 2011년 9월 6일     | 564-2    |
| 17–3 | "이모에게 잔소리를 해요"                | 2007년 5월 12일 대한민국 내 방영 : 2011년 9월 6일    | 565-1    |
| 18–1 | "지하철 매너를 지켜요"                  | 2007년 5월 12일 대한민국 내 방영 : 2011년 9월 6일    | 565-2    |
| 18–2 | "빨래를 해봐요"                         | 2007년 5월 26일 대한민국 내 방영 : 2011년 9월 6일    | 567-1    |
| 18–3 | "미래의 모습을 상상해요"                | 2007년 5월 26일 대한민국 내 방영 : 2011년 9월 6일    | 567-2    |
| 19–1 | "우린 쌀이 필요해요"                    | 2007년 6월 2일 대한민국 내 방영 : 2011년 9월 6일     | 568-2    |
| 19–2 | "밤새워 월드컵을 봐요"                  | 2007년 6월 16일 대한민국 내 방영 : 2011년 9월 6일    | 570-1    |
| 19–3 | "막내이모가 선을 봤어요"                | 2007년 6월 23일 대한민국 내 방영 : 2011년 9월 6일    | 571-1    |
| 20–1 | "어린이 영어교실에 가요"                | 2007년 6월 23일 대한민국 내 방영 : 2011년 9월 6일    | 571-2    |
| 20–2 | "막내이모랑 유치원에 가요"              | 2007년 7월 7일 대한민국 내 방영 : 2011년 9월 6일     | 572-2    |
| 20–3 | "환상의 콤비예요"                       | 2007년 7월 14일 대한민국 내 방영 : 2011년 9월 6일    | 573-1    |
| 21–1 | "이모는 본능대로 살아요"                | 2007년 7월 14일 대한민국 내 방영 : 2011년 9월 13일   | 573-2    |
| 21–2 | "이모가 이상한 요리를 만들어요"         | 2007년 7월 28일 대한민국 내 방영 : 2011년 9월 13일   | 575-2    |
| 21–3 | "몰래 야구중계를 봐요"                  | 2007년 8월 4일 대한민국 내 방영 : 2011년 9월 13일    | 576-1    |
| 22–1 | "엄마와 이모의 여유로운 하루"           | 2007년 8월 4일 대한민국 내 방영 : 2011년 9월 13일    | 576-2    |
| 22–2 | "남들이 보면 긴장이 돼요"               | 2007년 8월 25일 대한민국 내 방영 : 2011년 9월 13일   | 578-1    |
| 22–3 | "다시 살아난 샌드백 토끼"               | 2007년 8월 25일 대한민국 내 방영 : 2011년 9월 13일   | 578-2    |
| 23–1 | "나는 두 살이에요"                      | 2007년 9월 8일 대한민국 내 방영 : 2011년 9월 13일    | 579-1    |
| 23–2 | "처음으로 이를 닦아요"                  | 2007년 9월 15일 대한민국 내 방영 : 2011년 9월 13일   | 580-1    |
| 23–3 | "할아버지는 꾀병 대장이에요"            | 2007년 9월 15일 대한민국 내 방영 : 2011년 9월 13일   | 580-2    |
| 24–1 | "나는 럭키보이예요"                     | 2007년 10월 20일 대한민국 내 방영 : 2011년 9월 13일  | 581-1    |
| 24–2 | "고구마 캐기 대결을 해요"               | 2007년 10월 20일 대한민국 내 방영 : 2011년 9월 13일  | 581-2    |
| 24–3 | "유리는 아가씨가 되고 싶대요"           | 2007년 10월 27일 대한민국 내 방영 : 2011년 9월 13일  | 582-1    |
| 25–1 | "흰둥이가 약을 안 먹어요"               | 2007년 11월 3일 대한민국 내 방영 : 2011년 9월 20일   | 583-2    |
| 25–2 | "붉은 장미 삼총사의 우정의 아르바이트"  | 2007년 11월 10일 대한민국 내 방영 : 2011년 9월 20일  | 584-1    |
| 25–3 | "아빠의 양복을 사러 가요"               | 2007년 11월 10일 대한민국 내 방영 : 2011년 9월 20일  | 584-2    |
| 26–1 | "벽장 문을 여는 건 위험해요"            | 2007년 11월 24일 대한민국 내 방영 : 2011년 9월 20일  | 586-2    |
| 26–2 | "쓰레기의 주인을 찾아요"                | 2007년 12월 8일 대한민국 내 방영 : 2011년 9월 20일   | 587-1    |
| 26–3 | "자전거는 어디 있을까요?"               | 2008년 1월 12일 대한민국 내 방영 : 2011년 9월 20일   | 588-2    |
| 27–1 | "아기 재우기는 힘들어요"                | 2008년 1월 12일 대한민국 내 방영 : 2011년 9월 20일   | 586-1    |
| 27–2 | "숲속에서 길을 잃었어요 (전편)"         | 2008년 1월 19일 대한민국 내 방영 : 2011년 9월 20일   | 585-1    |
| 27–3 | "숲속에서 길을 잃었어요 (후편)"         | 2008년 1월 19일 대한민국 내 방영 : 2011년 9월 20일   | 585-2    |
| 28–1 | "과잉보호는 안 좋아요"                  | 2008년 1월 19일 대한민국 내 방영 : 2011년 9월 20일   | 589-1    |
| 28–2 | "아르바이트는 쉽지 않아요"              | 2008년 1월 19일 대한민국 내 방영 : 2011년 9월 20일   | 589-2    |
| 28–3 | "운동회를 미리 연습해요"                | 2008년 1월 26일 대한민국 내 방영 : 2011년 9월 20일   | 645-1    |
| 29–1 | "산책하다 옆길로 샜어요"                | 2008년 2월 9일 대한민국 내 방영 : 2011년 9월 27일    | 592-1    |
| 29–2 | "이별의 아픔을 알게 됐어요"             | 2008년 2월 9일 대한민국 내 방영 : 2011년 9월 27일    | 592-2    |
| 29–3 | "내일의 날씨를 점쳐봐요"                | 2008년 2월 16일 대한민국 내 방영 : 2011년 9월 27일   | 593-1    |
| 30–1 | "막내이모의 갈비 먹기 대작전"           | 2008년 2월 16일 대한민국 내 방영 : 2011년 9월 27일   | 593-2    |
| 30–2 | "훈이 머리에서 나무가 자라요"           | 2008년 2월 23일 대한민국 내 방영 : 2011년 9월 27일   | 594-2    |
| 30–3 | "엄마는 늘 작심삼일이에요"              | 2008년 3월 16일 대한민국 내 방영 : 2011년 9월 27일   | 596-1    |
| 31–1 | "찾아야 할 물건은 따로 있어요"          | 2008년 3월 16일 대한민국 내 방영 : 2011년 9월 27일   | 596-2    |
| 31–2 | "나는 초밥 요리사예요"                  | 2008년 3월 16일 대한민국 내 방영 : 2011년 9월 27일   | 598-1    |
| 31–3 | "액션가면 놀이로 청소를 해요"           | 2008년 3월 30일 대한민국 내 방영 : 2011년 9월 27일   | 600-1    |
| 32–1 | "마사지를 받고 싶어요"                  | 2008년 4월 13일 대한민국 내 방영 : 2011년 9월 27일   | 602-2    |
| 32–2 | "떨어진 물건을 주웠어요"                | 2008년 4월 27일 대한민국 내 방영 : 2011년 9월 27일   | 603-2    |
| 32–3 | "유리가 얌전해졌어요"                   | 2008년 5월 4일 대한민국 내 방영 : 2011년 9월 27일    | 603-1    |
| 33–1 | "아빠에게 선물을 드려요"                | 2008년 5월 4일 대한민국 내 방영 : 2011년 10월 4일    | 604-2    |
| 33–2 | "쇼핑백이 목숨보다 소중해요"            | 2008년 5월 25일 대한민국 내 방영 : 2011년 10월 4일   | 606-1    |
| 33–3 | "피망하고 가지를 키웠어요"              | 2008년 5월 25일 대한민국 내 방영 : 2011년 10월 4일   | 606-2    |
| 34–1 | "시원하게 지내고 싶어요"                | 2008년 5월 25일 대한민국 내 방영 : 2011년 10월 4일   | 607-2    |
| 34–2 | "선물이 점점 줄어들어요"                | 2008년 5월 25일 대한민국 내 방영 : 2011년 10월 4일   | 607-1    |
| 34–3 | "줄서서 도넛을 사 먹어요"               | 2008년 6월 1일 대한민국 내 방영 : 2011년 10월 4일    | 608-1    |
| 35–1 | "돌아가면서 흰둥이를 봐요"              | 2008년 6월 15일 대한민국 내 방영 : 2011년 10월 4일   | 608-2    |
| 35–2 | "수박은 너무 무거워요"                  | 2008년 6월 15일 대한민국 내 방영 : 2011년 10월 4일   | 609-1    |
| 35–3 | "다시 사진을 찍고 싶어졌어요"           | 2008년 6월 22일 대한민국 내 방영 : 2011년 10월 4일   | 612-1    |
| 36–1 | "걸작 사진을 찍으러 가요"               | 2008년 6월 29일 대한민국 내 방영 : 2011년 10월 4일   | 613-2    |
| 36–2 | "공짜 안마는 피곤해요"                  | 2008년 7월 6일 대한민국 내 방영 : 2011년 10월 4일    | 614-1    |
| 36–3 | "행운의 머리핀을 찾아요"                | 2008년 7월 13일 대한민국 내 방영 : 2011년 10월 4일   | 615-2    |
| 37–1 | "빈대에게 빈대 붙어요"                  | 2008년 8월 3일 대한민국 내 방영 : 2011년 10월 11일   | 614-2    |
| 37–2 | "일요일에 뭘 하면 좋을까요"             | 2008년 8월 10일 대한민국 내 방영 : 2011년 10월 11일  | 615-1    |
| 37–3 | "맹구가 스타가 됐어요"                  | 2008년 8월 31일 대한민국 내 방영 : 2011년 10월 11일  | 616-1    |
| 38–1 | "이모가 아르바이트를 해요"              | 2008년 8월 31일 대한민국 내 방영 : 2011년 10월 11일  | 616-2    |
| 38–2 | "꿈을 찾는 여행을 떠나요 (전편)"        | 2008년 9월 14일 대한민국 내 방영 : 2011년 10월 11일  | 618-1    |
| 38–3 | "꿈을 찾는 여행을 떠나요 (후편)"        | 2008년 9월 14일 대한민국 내 방영 : 2011년 10월 11일  | 618-2    |
| 39–1 | "아빠하고 놀아드려요"                   | 2008년 9월 21일 대한민국 내 방영 : 2011년 10월 11일  | 619-1    |
| 39–2 | "막내이모가 돌아왔어요"                 | 2008년 9월 28일 대한민국 내 방영 : 2011년 10월 11일  | 619-2    |
| 39–3 | "엄마가 다시 태어났어요"                | 2008년 10월 5일 대한민국 내 방영 : 2011년 10월 11일  | 620-2    |
| 40–1 | "철수가 좀 이상해요"                    | 2008년 10월 19일 대한민국 내 방영 : 2011년 10월 11일 | 621-1    |
| 40–2 | "준비물은 미리미리 챙겨요"              | 2008년 11월 2일 대한민국 내 방영 : 2011년 10월 11일  | 621-2    |
| 40–3 | "맞선용 사진을 찍어요"                  | 2008년 11월 16일 대한민국 내 방영 : 2011년 10월 11일 | 622-2    |
| 41–1 | "훈이를 도와줘요"                       | 2008년 11월 16일 대한민국 내 방영 : 2011년 10월 18일 | 622-1    |
| 41–2 | "어린이 미용실에 가요"                  | 2008년 11월 23일 대한민국 내 방영 : 2011년 10월 18일 | 623-1    |
| 41–3 | "친환경적인 생활을 해요"                | 2008년 11월 23일 대한민국 내 방영 : 2011년 10월 18일 | 623-2    |
| 42–1 | "사다리 밑에서 기싸움을 해요"           | 2008년 11월 23일 대한민국 내 방영 : 2011년 10월 18일 | 624-1    |
| 42–2 | "냉장고가 고장 났어요"                  | 2008년 11월 23일 대한민국 내 방영 : 2011년 10월 18일 | 624-2    |
| 42–3 | "그림 그리기 승부를 해요"               | 2008년 11월 23일 대한민국 내 방영 : 2011년 10월 18일 | 625-2    |
| 43–1 | "연예인을 만나러 가요 (전편)"           | 2008년 11월 30일 대한민국 내 방영 : 2011년 10월 18일 | 626-1    |
| 43–2 | "연예인을 만나러 가요 (후편)"           | 2008년 11월 30일 대한민국 내 방영 : 2011년 10월 18일 | 626-2    |
| 43–3 | "걷기운동을 해요"                       | 2008년 12월 7일 대한민국 내 방영 : 2011년 10월 18일  | 627-2    |
| 44–1 | "유치원에 가게를 차렸어요"              | 2008년 12월 7일 대한민국 내 방영 : 2011년 10월 18일  | 627-1    |
| 44–2 | "녹차를 선물 받았어요"                  | 2008년 12월 7일 대한민국 내 방영 : 2011년 10월 18일  | 628-2    |
| 44–3 | "나는 보디가드가 될 거예요"             | 2008년 12월 7일 대한민국 내 방영 : 2011년 10월 18일  | 628-1    |
| 45–1 | "철수의 비밀 캐릭터 도시락"             | 2008년 12월 14일 대한민국 내 방영 : 2011년 10월 25일 | 629-1    |
| 45–2 | "태어날 곳을 골라요"                    | 2008년 12월 14일 대한민국 내 방영 : 2011년 10월 25일 | 629-2    |
| 45–3 | "양말 한 짝이 없어졌어요"               | 2008년 12월 21일 대한민국 내 방영 : 2011년 10월 25일 | 630-2    |
| 46–1 | "봉지 한가득 골라 담아요"               | 2009년 1월 25일 대한민국 내 방영 : 2011년 10월 25일  | 631-1    |
| 46–2 | "아빠가 집을 나갔어요"                  | 2009년 1월 25일 대한민국 내 방영 : 2011년 10월 25일  | 631-2    |
| 46–3 | "유리가 사랑에 빠졌어요"                | 2009년 2월 1일 대한민국 내 방영 : 2011년 10월 25일   | 632-1    |
| 47–1 | "흰둥이가 심부름을 해요"                | 2009년 2월 1일 대한민국 내 방영 : 2011년 10월 25일   | 633-1    |
| 47–2 | "엄마는 너무 느려요"                    | 2009년 2월 15일 대한민국 내 방영 : 2011년 10월 25일  | 633-2    |
| 47–3 | "붉은 장미 삼총사가 아기를 돌봐요"      | 2009년 2월 15일 대한민국 내 방영 : 2011년 10월 25일  | 634-1    |
| 48–1 | "짱아의 손톱을 깎아줘요"                | 2009년 2월 22일 대한민국 내 방영 : 2011년 10월 25일  | 634-2    |
| 48–2 | "기름이 간당간당해요"                   | 2009년 2월 22일 대한민국 내 방영 : 2011년 10월 25일  | 635-2    |
| 48–3 | "몰래 고양이를 키워요"                  | 2009년 2월 22일 대한민국 내 방영 : 2011년 10월 25일  | 636-1    |
| 49–1 | "다다다다.. 당첨됐어요!"                | 2009년 2월 22일 대한민국 내 방영 : 2011년 11월 1일   | 636-2    |
| 49–2 | "여행가서 맛있는 걸 먹어요"             | 2009년 3월 1일 대한민국 내 방영 : 2011년 11월 1일    | 637-1    |
| 49–3 | "비오는 일요일은 심심해요"              | 2009년 3월 1일 대한민국 내 방영 : 2011년 11월 1일    | 637-2    |
| 50–1 | "미팅은 너무 피곤해요"                  | 2009년 3월 1일 대한민국 내 방영 : 2011년 11월 1일    | 638-1    |
| 50–2 | "아빠는 곤충 사냥꾼이에요"              | 2009년 3월 1일 대한민국 내 방영 : 2011년 11월 1일    | 638-2    |
| 50–3 | "캠핑 기분을 내봐요"                    | 2009년 3월 1일 대한민국 내 방영 : 2011년 11월 1일    | 640-1    |
| 51–1 | "까슬까슬해도 기분 좋아요"              | 2009년 3월 1일 대한민국 내 방영 : 2011년 11월 1일    | 640-2    |
| 51–2 | "왠지 불편해요"                         | 2009년 3월 1일 대한민국 내 방영 : 2011년 11월 1일    | 645-2    |
| 51–3 | "오늘은 너무 운이 없어요"               | 2009년 4월 5일 대한민국 내 방영 : 2011년 11월 1일    | 642-1    |
| 52–1 | "나미리 선생님은 너무 운이 없어요"      | 2009년 5월 3일 대한민국 내 방영 : 2011년 11월 1일    | 642-2    |
| 52–2 | "엄마가 가출했어요 (전편)"              | 2009년 6월 7일 대한민국 내 방영 : 2011년 11월 1일    | 643-1    |
| 52–3 | "엄마가 가출했어요 (후편)"              | 2009년 7월 19일 대한민국 내 방영 : 2011년 11월 1일   | 643-2    |

## 12기
| 화수 | 제목                              | 본방송일자 (일본)                                   | 방영순서 |
| ---- | --------------------------------- | --------------------------------------------------- | -------- |
| 1–1  | "결혼식 축가를 불러요"            | 2009년 6월 12일 대한민국 내 방영 : 2012년 7월 5일   | 668-1    |
| 1–2  | "화해하는 건 어려워요"            | 2008년 9월 19일 대한민국 내 방영 : 2012년 7월 5일   | 644-1    |
| 1–3  | "화해하면 좋아요"                 | 2008년 9월 19일 대한민국 내 방영 : 2012년 7월 5일   | 644-2    |
| 2–1  | "유치원 창고를 정리해요"          | 2008년 11월 7일 대한민국 내 방영 : 2012년 7월 5일   | 647-1    |
| 2–2  | "조용한 장난감이 필요해요"        | 2008년 11월 7일 대한민국 내 방영 : 2012년 7월 5일   | 647-2    |
| 2–3  | "심부름으로 잡지를 사와요"        | 2008년 11월 21일 대한민국 내 방영 : 2012년 7월 5일  | 649-1    |
| 3–1  | "만화 그리는 훈이를 도와요!"      | 2008년 11월 21일 대한민국 내 방영 : 2012년 7월 5일  | 649-2    |
| 3–2  | "엄마가 아르바이트를 해요"        | 2008년 11월 28일 대한민국 내 방영 : 2012년 7월 5일  | 650-2    |
| 3–3  | "노래를 잘하고 싶어요"            | 2008년 12월 5일 대한민국 내 방영 : 2012년 7월 5일   | 651-1    |
| 4–1  | "초롱이가 나타났어요"             | 2008년 12월 5일 대한민국 내 방영 : 2012년 7월 12일  | 651-2    |
| 4–2  | "철수한테 병문안을 가요"          | 2008년 12월 12일 대한민국 내 방영 : 2012년 7월 12일 | 652-1    |
| 4–3  | "벼룩시장에서 돈을 벌어요"        | 2008년 12월 19일 대한민국 내 방영 : 2012년 7월 12일 | 653-1    |
| 5–1  | "아빠와 흰둥이가 산책을 해요"     | 2008년 12월 19일 대한민국 내 방영 : 2012년 7월 12일 | 653-2    |
| 5–2  | "마당에서 골프를 쳐요"            | 2009년 1월 16일 대한민국 내 방영 : 2012년 7월 12일  | 655-2    |
| 5–3  | "어디 있든 찾을 수 있어요"        | 2009년 1월 23일 대한민국 내 방영 : 2012년 7월 12일  | 656-1    |
| 6–1  | "초롱이가 또 나타났어요"          | 2009년 1월 23일 대한민국 내 방영 : 2012년 7월 12일  | 656-2    |
| 6–2  | "엄마들끼리 모였어요"             | 2009년 2월 13일 대한민국 내 방영 : 2012년 7월 12일  | 657-1    |
| 6–3  | "눈이 오면 만들어요"              | 2009년 2월 13일 대한민국 내 방영 : 2012년 7월 12일  | 657-2    |
| 7–1  | "친구의 물건을 찾아요"            | 2009년 2월 20일 대한민국 내 방영 : 2012년 7월 19일  | 658-1    |
| 7–2  | "랩으로 청소해YO~!"               | 2009년 2월 20일 대한민국 내 방영 : 2012년 7월 19일  | 658-2    |
| 7–3  | "유치원에 초롱이가 왔어요"        | 2009년 2월 27일 대한민국 내 방영 : 2012년 7월 19일  | 659-2    |
| 8–1  | "수지가 다이어트를 해요"          | 2009년 3월 13일 대한민국 내 방영 : 2012년 7월 19일  | 660-1    |
| 8–2  | "멀리 여행을 떠나요"              | 2009년 3월 13일 대한민국 내 방영 : 2012년 7월 19일  | 660-2    |
| 8–3  | "떠돌이 승부사와 시합을 해요"     | 2009년 4월 3일 대한민국 내 방영 : 2012년 7월 19일   | 661-1    |
| 9–1  | "드디어 초롱이를 만났어요"        | 2009년 4월 3일 대한민국 내 방영 : 2012년 7월 19일   | 661-2    |
| 9–2  | "래디시를 키우게 됐어요"          | 2009년 5월 1일 대한민국 내 방영 : 2012년 7월 19일   | 662-1    |
| 9–3  | "숨길 곳이 없어요"                | 2009년 5월 1일 대한민국 내 방영 : 2012년 7월 19일   | 662-2    |
| 10–1 | "이슬이 누나가 왔어요"            | 2009년 5월 8일 대한민국 내 방영 : 2012년 7월 26일   | 663-1    |
| 10–2 | "아빠하고 선반을 만들어요"        | 2009년 5월 8일 대한민국 내 방영 : 2012년 7월 26일   | 663-2    |
| 10–3 | "자유를 찾아 떠나요"              | 2009년 5월 15일 대한민국 내 방영 : 2012년 7월 26일  | 664-1    |
| 11–1 | "미아 찾기 대작전!"               | 2009년 5월 15일 대한민국 내 방영 : 2012년 7월 26일  | 664-2    |
| 11–2 | "훈이가 흰둥이를 키워요"          | 2009년 5월 22일 대한민국 내 방영 : 2012년 7월 26일  | 665-1    |
| 11–3 | "중요한 장면을 놓쳤어요"          | 2009년 5월 22일 대한민국 내 방영 : 2012년 7월 26일  | 665-2    |
| 12–1 | "찰흙으로 과자를 만들어요"        | 2009년 5월 29일 대한민국 내 방영 : 2012년 7월 26일  | 666-1    |
| 12–2 | "그건 비밀이에요"                 | 2009년 5월 29일 대한민국 내 방영 : 2012년 7월 26일  | 666-2    |
| 12–3 | "나미리 선생님을 도와요"          | 2009년 6월 5일 대한민국 내 방영 : 2012년 7월 26일   | 667-1    |
| 13–1 | "짱아 돌보기는 힘들어요"          | 2009년 6월 5일 대한민국 내 방영 : 2012년 8월 2일    | 667-2    |
| 13–2 | "러브레터로 고백해요"             | 2009년 6월 19일 대한민국 내 방영 : 2012년 8월 2일   | 669-1    |
| 13–3 | "양말에 구멍이 났어요"            | 2009년 7월 3일 대한민국 내 방영 : 2012년 8월 2일    | 670-1    |
| 14–1 | "가재가 탈출했어요"               | 2009년 7월 3일 대한민국 내 방영 : 2012년 8월 2일    | 670-2    |
| 14–2 | "범인은 누구일까요?"              | 2009년 7월 10일 대한민국 내 방영 : 2012년 8월 2일   | 671-1    |
| 14–3 | "미술 작품을 전시해요"            | 2009년 7월 10일 대한민국 내 방영 : 2012년 8월 2일   | 671-2    |
| 15–1 | "아빠가 도시락을 싸요"            | 2009년 7월 17일 대한민국 내 방영 : 2012년 8월 2일   | 672-1    |
| 15–2 | "이모랑 청소를 해요"              | 2009년 7월 24일 대한민국 내 방영 : 2012년 8월 2일   | 673-1    |
| 15–3 | "박물관 모형을 만들어요"          | 2009년 7월 24일 대한민국 내 방영 : 2012년 8월 2일   | 673-2    |
| 16–1 | "철수가 의사가 됐어요"            | 2009년 7월 31일 대한민국 내 방영 : 2012년 8월 9일   | 674-1    |
| 16–2 | "통굽 모녀가 나타났어요"          | 2009년 8월 7일 대한민국 내 방영 : 2012년 8월 9일    | 675-1    |
| 16–3 | "돌에 마음을 담아요"              | 2009년 8월 7일 대한민국 내 방영 : 2012년 8월 9일    | 675-2    |
| 17–1 | "은혜 갚는 학이 됐어요"           | 2009년 8월 14일 대한민국 내 방영 : 2012년 8월 9일   | 676-1    |
| 17–2 | "유리하고 노는 건 피곤해요"       | 2009년 9월 18일 대한민국 내 방영 : 2012년 8월 9일   | 680-1    |
| 17–3 | "열쇠를 잃어버렸어요"             | 2009년 9월 18일 대한민국 내 방영 : 2012년 8월 9일   | 680-2    |
| 18–1 | "요리하면서 미팅을 해요"          | 2009년 10월 16일 대한민국 내 방영 : 2012년 8월 9일  | 681-1    |
| 18–2 | "홈런을 날릴 거에요"              | 2009년 10월 16일 대한민국 내 방영 : 2012년 8월 9일  | 681-2    |
| 18–3 | "네 잎 클로버를 찾아요"           | 2009년 10월 23일 대한민국 내 방영 : 2012년 8월 9일  | 682-1    |
| 19–1 | "고구마 파티를 해요"              | 2009년 10월 23일 대한민국 내 방영 : 2012년 8월 16일 | 682-2    |
| 19–2 | "오랜만에 초롱이가 왔어요"        | 2009년 10월 30일 대한민국 내 방영 : 2012년 8월 16일 | 683-1    |
| 19–3 | "짱아는 방해꾼이에요"             | 2009년 10월 30일 대한민국 내 방영 : 2012년 8월 16일 | 683-2    |
| 20–1 | "박하사탕은 너무 매워요"          | 2009년 11월 6일 대한민국 내 방영 : 2012년 8월 16일  | 684-1    |
| 20–2 | "이동 동물원이 왔어요"            | 2009년 11월 13일 대한민국 내 방영 : 2012년 8월 16일 | 685-1    |
| 20–3 | "젓가락질을 다시 배워요"          | 2009년 11월 13일 대한민국 내 방영 : 2012년 8월 16일 | 685-2    |
| 21–1 | "유리에게 편지를 써요"            | 2009년 11월 20일 대한민국 내 방영 : 2012년 8월 16일 | 686-1    |
| 21–2 | "사이좋게 지내요"                 | 2009년 11월 20일 대한민국 내 방영 : 2012년 8월 16일 | 686-2    |
| 21–3 | "흰둥이가 달력에 나왔어요"        | 2009년 11월 27일 대한민국 내 방영 : 2012년 8월 16일 | 687-2    |
| 22–1 | "행운의 속눈썹을 붙여요"          | 2009년 11월 27일 대한민국 내 방영 : 2012년 8월 23일 | 687-1    |
| 22–2 | "차은주 선생님은 비밀이 많아요"   | 2009년 12월 4일 대한민국 내 방영 : 2012년 8월 23일  | 688-1    |
| 22–3 | "유치원에서 바자회를 해요"        | 2009년 12월 4일 대한민국 내 방영 : 2012년 8월 23일  | 688-2    |
| 23–1 | "우리 집에 두목님이 왔어요"       | 2010년 1월 8일 대한민국 내 방영 : 2012년 8월 23일   | 689-1    |
| 23–2 | "비싼 초콜릿을 받았어요"          | 2010년 1월 8일 대한민국 내 방영 : 2012년 8월 23일   | 689-2    |
| 23–3 | "초롱이의 눈치가 보여요"          | 2010년 1월 15일 대한민국 내 방영 : 2012년 8월 23일  | 690-1    |
| 24–1 | "종이상자를 정리해요"             | 2010년 1월 15일 대한민국 내 방영 : 2012년 8월 23일  | 690-2    |
| 24–2 | "초코비 공장을 견학해요"          | 2010년 1월 22일 대한민국 내 방영 : 2012년 8월 23일  | 691-1    |
| 24–3 | "아빠와 함께 목욕을 해요"         | 2002년 6월 1일 대한민국 내 방영 : 2012년 8월 23일   | 438-1    |
| 25–1 | "개구리랑 같이 놀아요"            | 2002년 7월 6일 대한민국 내 방영 : 2012년 8월 30일   | 442-2    |
| 25–2 | "어려도 게 맛은 알아요"           | 2002년 9월 14일 대한민국 내 방영 : 2012년 8월 30일  | 451-3    |
| 25–3 | "대장님한테 개그를 배워요"        | 2002년 11월 2일 대한민국 내 방영 : 2012년 8월 30일  | 452-1    |
| 26–1 | "유리가 사랑을 고백해요"          | 2002년 11월 9일 대한민국 내 방영 : 2012년 8월 30일  | 453-2    |
| 26–2 | "이것이 청춘! 인가봐요 제1화"     | 2003년 1월 11일 대한민국 내 방영 : 2012년 8월 30일  | 458-1    |
| 26–3 | "엄마 차를 타고 간장을 사러 가요" | 2003년 1월 11일 대한민국 내 방영 : 2012년 8월 30일  | 458-2    |
| 27–1 | "이것이 청춘! 인가봐요 제2화"     | 2003년 1월 18일 대한민국 내 방영 : 2012년 8월 30일  | 459-1    |
| 27–2 | "미숙이 아줌마가 왔어요"          | 2003년 1월 18일 대한민국 내 방영 : 2012년 8월 30일  | 459-3    |
| 27–3 | "이것이 청춘! 인가봐요 제3화"     | 2003년 1월 25일 대한민국 내 방영 : 2012년 8월 30일  | 460-3    |
| 28–1 | "줄다리기 대회를 해요"            | 2003년 4월 19일 대한민국 내 방영 : 2012년 9월 6일   | 465-1    |
| 28–2 | "달콤한 단팥죽을 먹어요"          | 2003년 4월 19일 대한민국 내 방영 : 2012년 9월 6일   | 465-3    |
| 28–3 | "이것이 청춘! 인가봐요 제4화"     | 2003년 2월 1일 대한민국 내 방영 : 2012년 9월 6일    | 461-1    |
| 29–1 | "짱아의 머리를 말려줘요"          | 2004년 2월 28일 대한민국 내 방영 : 2012년 9월 6일   | 494-2    |
| 29–2 | "이슬이 누나의 초밥을 먹어요"     | 2004년 5월 8일 대한민국 내 방영 : 2012년 9월 6일    | 498-1    |
| 29–3 | "어머니라고 불러요"               | 2004년 7월 17일 대한민국 내 방영 : 2012년 9월 6일   | 506-1    |
| 30–1 | "부침개를 만들어요"               | 2005년 6월 17일 대한민국 내 방영 : 2012년 9월 6일   | 533-2    |
| 30–2 | "햇볕에 절반만 탔어요"            | 2008년 8월 22일 대한민국 내 방영 : 2012년 9월 6일   | 641-2    |
| 30–3 | "쓰레기를 분리해요"               | 2008년 10월 31일 대한민국 내 방영 : 2012년 9월 6일  | 646-2    |

## 13기
| 화수 | 제목                             | 본방송일자 (일본)                                   | 방영순서   |
| ---- | -------------------------------- | --------------------------------------------------- | ---------- |
| 1–1  | "액션가면 수건을 뽑아요"         | 2010년 1월 22일 대한민국 내 방영 : 2013년 8월 1일   | 691-2      |
| 1–2  | "퍼스로 여행을 떠나요! 1"        | 2010년 1월 29일 대한민국 내 방영 : 2013년 8월 1일   | 692-1      |
| 1–3  | "퍼스로 여행을 떠나요! 2"        | 2010년 1월 29일 대한민국 내 방영 : 2013년 8월 1일   | 692-2      |
| 2–1  | "별똥별에 소원을 빌어요"         | 2010년 2월 19일 대한민국 내 방영 : 2013년 8월 1일   | 694-2      |
| 2–2  | "내키는 대로 드라이브 해요"      | 2010년 3월 12일 대한민국 내 방영 : 2013년 8월 1일   | 695-1      |
| 2–3  | "군고구마가 먹고 싶어요"         | 2010년 3월 12일 대한민국 내 방영 : 2013년 8월 1일   | 695-2      |
| 3–1  | "나의 아내는 누구일까요? 1"      | 2010년 3월 26일 대한민국 내 방영 : 2013년 8월 8일   | 696-1      |
| 3–2  | "나의 아내는 누구일까요? 2"      | 2010년 3월 26일 대한민국 내 방영 : 2013년 8월 8일   | 696-2      |
| 3–3  | "응모엽서를 보내요"              | 2010년 4월 23일 대한민국 내 방영 : 2013년 8월 8일   | 697-1      |
| 4–1  | "나미리 선생님이 결혼하신대요"   | 2010년 4월 23일 대한민국 내 방영 : 2013년 8월 8일   | 697-2      |
| 4–2  | "나를 태어나게 만들어요! 1"      | 2010년 4월 16일 대한민국 내 방영 : 2013년 8월 8일   | 스페셜60-1 |
| 4–3  | "나를 태어나게 만들어요! 2"      | 2010년 4월 16일 대한민국 내 방영 : 2013년 8월 8일   | 스페셜60-2 |
| 5–1  | "흰둥이가 없어졌어요"            | 2010년 4월 30일 대한민국 내 방영 : 2013년 8월 15일  | 698-2      |
| 5–2  | "이래봬도 유능한 영업사원이에요" | 2010년 4월 30일 대한민국 내 방영 : 2013년 8월 15일  | 698-1      |
| 5–3  | "아이돌의 사인을 받아요"         | 2010년 5월 7일 대한민국 내 방영 : 2013년 8월 15일   | 699-1      |
| 6–1  | "맹구가 짱아를 돌봐요"           | 2010년 5월 7일 대한민국 내 방영 : 2013년 8월 15일   | 699-2      |
| 6–2  | "주사위 놀이를 하고 싶어요"      | 2010년 5월 14일 대한민국 내 방영 : 2013년 8월 15일  | 700-1      |
| 6–3  | "아빠가 운동을 해요"             | 2010년 5월 14일 대한민국 내 방영 : 2013년 8월 15일  | 700-2      |
| 7–1  | "유모차를 예쁘게 꾸며요"         | 2010년 5월 21일 대한민국 내 방영 : 2013년 8월 22일  | 701-1      |
| 7–2  | "가사도우미가 왔어요"            | 2010년 2월 5일 대한민국 내 방영 : 2013년 8월 22일   | 693-2      |
| 7–3  | "자꾸 이상한 소리가 나요"        | 2010년 5월 28일 대한민국 내 방영 : 2013년 8월 22일  | 702-1      |
| 8–1  | "아빠랑 이벤트에 가요"           | 2010년 5월 28일 대한민국 내 방영 : 2013년 8월 22일  | 702-2      |
| 8–2  | "철수 머리가 짧아졌어요"         | 2010년 6월 4일 대한민국 내 방영 : 2013년 8월 22일   | 703-1      |
| 8–3  | "최고의 패밀리 레스토랑이에요"   | 2010년 6월 4일 대한민국 내 방영 : 2013년 8월 22일   | 703-2      |
| 9–1  | "록밴드를 만들어요"              | 2010년 6월 11일 대한민국 내 방영 : 2013년 8월 29일  | 704-1      |
| 9–2  | "코트는 절대 못 벗어요"          | 2010년 2월 19일 대한민국 내 방영 : 2013년 8월 29일  | 694-1      |
| 9–3  | "만보기는 수다쟁이예요"          | 2010년 7월 2일 대한민국 내 방영 : 2013년 8월 29일   | 705-1      |
| 10–1 | "스티커를 받아요"                | 2010년 7월 16일 대한민국 내 방영 : 2013년 8월 29일  | 707-1      |
| 10–2 | "짱아가 깰까봐 조마조마해요"     | 2010년 7월 16일 대한민국 내 방영 : 2013년 8월 29일  | 707-2      |
| 10–3 | "싱싱한 문어가 왔어요"           | 2010년 8월 6일 대한민국 내 방영 : 2013년 8월 29일   | 709-1      |
| 11–1 | "닭살부부가 이사를 가요 1"       | 2010년 7월 30일 대한민국 내 방영 : 2013년 9월 5일   | 708-1      |
| 11–2 | "닭살부부가 이사를 가요 2"       | 2010년 7월 30일 대한민국 내 방영 : 2013년 9월 5일   | 708-2      |
| 11–3 | "오수 형이 사랑에 빠졌어요"      | 2010년 7월 9일 대한민국 내 방영 : 2013년 9월 5일    | 706-1      |
| 12–1 | "맹구가 원해요"                  | 2010년 8월 13일 대한민국 내 방영 : 2013년 9월 5일   | 710-1      |
| 12–2 | "마당에 물을 뿌려요"             | 2010년 8월 13일 대한민국 내 방영 : 2013년 9월 5일   | 710-2      |
| 12–3 | "5만 원짜리 주스를 마셔요"       | 2010년 8월 20일 대한민국 내 방영 : 2013년 9월 5일   | 711-1      |
| 13–1 | "초코비를 지켜요"                | 2010년 8월 20일 대한민국 내 방영 : 2013년 9월 12일  | 711-2      |
| 13–2 | "밥상 술래잡기를 해요"           | 2010년 8월 27일 대한민국 내 방영 : 2013년 9월 12일  | 712-1      |
| 13–3 | "흰둥이는 배고파요"              | 2010년 8월 27일 대한민국 내 방영 : 2013년 9월 12일  | 712-2      |
| 14–1 | "선 위로만 걸어요"               | 2010년 9월 10일 대한민국 내 방영 : 2013년 9월 12일  | 713-1      |
| 14–2 | "빨래방에서 빨래를 해요"         | 2010년 9월 10일 대한민국 내 방영 : 2013년 9월 12일  | 713-2      |
| 14–3 | "내 손으로 도시락을 쌌어요"      | 2010년 9월 17일 대한민국 내 방영 : 2013년 9월 12일  | 714-1      |
| 15–1 | "새 장판을 지켜요"               | 2010년 7월 9일 대한민국 내 방영 : 2013년 9월 19일   | 706-2      |
| 15–2 | "이미지 변신을 해요"             | 2010년 10월 15일 대한민국 내 방영 : 2013년 9월 19일 | 715-1      |
| 15–3 | "할아버지가 수상해요"            | 2010년 10월 15일 대한민국 내 방영 : 2013년 9월 19일 | 715-2      |
| 16–1 | "옷이 마음에 안들어요"           | 2010년 10월 22일 대한민국 내 방영 : 2013년 9월 19일 | 716-1      |
| 16–2 | "비싼 케이크를 샀어요"           | 2010년 10월 22일 대한민국 내 방영 : 2013년 9월 19일 | 716-2      |
| 16–3 | "하자 상품을 판매해요"           | 2010년 10월 29일 대한민국 내 방영 : 2013년 9월 19일 | 717-1      |
| 17–1 | "인형 뽑기는 어려워요"           | 2010년 10월 29일 대한민국 내 방영 : 2013년 9월 26일 | 717-2      |
| 17–2 | "악당이 멋있어요"                | 2010년 11월 12일 대한민국 내 방영 : 2013년 9월 26일 | 718-1      |
| 17–3 | "버섯따기 승부를 해요"           | 2010년 11월 12일 대한민국 내 방영 : 2013년 9월 26일 | 718-2      |
| 18–1 | "조르는 기술을 터득해요"         | 2010년 11월 19일 대한민국 내 방영 : 2013년 9월 26일 | 719-1      |
| 18–2 | "이슬이 누나를 몰래 따라가요"    | 2010년 11월 19일 대한민국 내 방영 : 2013년 9월 26일 | 719-2      |
| 18–3 | "도시락을 꺼내요"                | 2010년 12월 3일 대한민국 내 방영 : 2013년 9월 26일  | 720-2      |
| 19–1 | "귀여운 토끼가 왔어요"           | 2010년 12월 3일 대한민국 내 방영 : 2013년 10월 3일  | 720-1      |
| 19–2 | "아빠랑 영화를 보러가요"         | 2010년 12월 10일 대한민국 내 방영 : 2013년 10월 3일 | 721-1      |
| 19–3 | "올해의 베스트를 정해요"         | 2010년 12월 10일 대한민국 내 방영 : 2013년 10월 3일 | 721-2      |
| 20–1 | "낙엽 그림을 만들어요"           | 2011년 1월 14일 대한민국 내 방영 : 2013년 10월 3일  | 722-1      |
| 20–2 | "흑곰이 보고싶어요"              | 2011년 1월 14일 대한민국 내 방영 : 2013년 10월 3일  | 722-2      |
| 20–3 | "낙엽 청소를 도와요"             | 2011년 1월 21일 대한민국 내 방영 : 2013년 10월 3일  | 723-1      |
| 21–1 | "리모컨이 엄청 많아요"           | 2011년 1월 21일 대한민국 내 방영 : 2013년 10월 10일 | 723-2      |
| 21–2 | "프린세스 생일 케이크를 사요"    | 2011년 1월 28일 대한민국 내 방영 : 2013년 10월 10일 | 724-1      |
| 21–3 | "집에서 떡을 만들어요"           | 2011년 2월 4일 대한민국 내 방영 : 2013년 10월 10일  | 725-1      |
| 22–1 | "물건에 이름을 붙여요"           | 2011년 2월 4일 대한민국 내 방영 : 2013년 10월 10일  | 725-2      |
| 22–2 | "비밀의 방은 보물방이에요"       | 2011년 2월 18일 대한민국 내 방영 : 2013년 10월 10일 | 726-1      |
| 22–3 | "깨끗한 방은 어색해요"           | 2011년 2월 18일 대한민국 내 방영 : 2013년 10월 10일 | 726-2      |
| 23–1 | "흰둥이에게 심부름을 시켜요"     | 2011년 2월 25일 대한민국 내 방영 : 2013년 10월 17일 | 727-1      |
| 23–2 | "스파이는 힘들어요"              | 2011년 3월 25일 대한민국 내 방영 : 2013년 10월 17일 | 728-1      |
| 23–3 | "자전거로 출근해요"              | 2011년 3월 25일 대한민국 내 방영 : 2013년 10월 17일 | 728-2      |
| 24–1 | "동생을 갖고 싶어요"             | 2011년 4월 29일 대한민국 내 방영 : 2013년 10월 17일 | 729-1      |
| 24–2 | "엄마의 일기장을 읽어요"         | 2011년 4월 29일 대한민국 내 방영 : 2013년 10월 17일 | 729-2      |
| 24–3 | "철수 아빠가 돌아오신대요"       | 2011년 5월 6일 대한민국 내 방영 : 2013년 10월 17일  | 730-1      |

## 14기
| 화수 | 제목                          | 본방송일자 (일본)                                   | 방영순서 |
| ---- | ----------------------------- | --------------------------------------------------- | -------- |
| 1–1  | "강아지를 기를 거예요"        | 2011년 6월 3일 대한민국 내 방영 : 2014년 7월 15일   | 734-1    |
| 1–2  | "돈을 주웠어요"               | 2011년 6월 3일 대한민국 내 방영 : 2014년 7월 15일   | 734-2    |
| 1–3  | "힙합 댄스를 배워요"          | 2011년 6월 10일 대한민국 내 방영 : 2014년 7월 15일  | 735-2    |
| 2–1  | "명함을 만들어요"             | 2011년 5월 20일 대한민국 내 방영 : 2014년 7월 15일  | 732-2    |
| 2–2  | "중요한 낚시예요"             | 2011년 5월 27일 대한민국 내 방영 : 2014년 7월 15일  | 733-1    |
| 2–3  | "정원을 만들어요"             | 2011년 5월 20일 대한민국 내 방영 : 2014년 7월 15일  | 732-1    |
| 3–1  | "상상을 해요"                 | 2011년 5월 6일 대한민국 내 방영 : 2014년 7월 22일   | 730-2    |
| 3–2  | "마음이 너무 약해요"          | 2011년 5월 13일 대한민국 내 방영 : 2014년 7월 22일  | 731-1    |
| 3–3  | "책을 읽어줘요"               | 2011년 5월 13일 대한민국 내 방영 : 2014년 7월 22일  | 731-2    |
| 4–1  | "개미비안의 해적과 보물"      | 2011년 6월 10일 대한민국 내 방영 : 2014년 7월 22일  | 735-1    |
| 4–2  | "선생님들이랑 쇼핑을 해요"    | 2011년 6월 17일 대한민국 내 방영 : 2014년 7월 22일  | 736-2    |
| 4–3  | "평범한 여고생이 되고 싶어요" | 2011년 6월 24일 대한민국 내 방영 : 2014년 7월 22일  | 737-2    |
| 5–1  | "디지털로 바꿔요"             | 2011년 6월 24일 대한민국 내 방영 : 2014년 7월 29일  | 737-1    |
| 5–2  | "혼자만의 시간을 보내요"      | 2012년 1월 20일 대한민국 내 방영 : 2014년 7월 29일  | 758-1    |
| 5–3  | "신비한 마법의 반지"          | 2011년 7월 8일 대한민국 내 방영 : 2014년 7월 29일   | 739-1    |
| 6–1  | "집에서 회사일을 해요"        | 2011년 7월 8일 대한민국 내 방영 : 2014년 7월 29일   | 739-2    |
| 6–2  | "왕자님의 신발이에요"         | 2011년 7월 15일 대한민국 내 방영 : 2014년 7월 29일  | 740-1    |
| 6–3  | "식당 가는 길은 어려워요"     | 2011년 7월 15일 대한민국 내 방영 : 2014년 7월 29일  | 740-2    |
| 7–1  | "철수의 생활계획표예요"       | 2011년 7월 22일 대한민국 내 방영 : 2014년 8월 5일   | 741-1    |
| 7–2  | "유모차에 끼었어요"           | 2011년 7월 22일 대한민국 내 방영 : 2014년 8월 5일   | 741-2    |
| 7–3  | "이모는 골목대장이에요"       | 2011년 8월 5일 대한민국 내 방영 : 2014년 8월 5일    | 742-1    |
| 8–1  | "시골에서 하룻밤을 보내요"    | 2011년 8월 5일 대한민국 내 방영 : 2014년 8월 5일    | 742-2    |
| 8–2  | "스티커가 붙었어요"           | 2011년 8월 12일 대한민국 내 방영 : 2014년 8월 5일   | 743-1    |
| 8–3  | "보물찾기를 해요"             | 2011년 8월 12일 대한민국 내 방영 : 2014년 8월 5일   | 743-2    |
| 9–1  | "무시무시한 DVD예요"          | 2011년 8월 26일 대한민국 내 방영 : 2014년 8월 12일  | 745-2    |
| 9–2  | "헌옷으로 놀아요"             | 2011년 9월 2일 대한민국 내 방영 : 2014년 8월 12일   | 746-1    |
| 9–3  | "아빠는 배고파요"             | 2011년 9월 2일 대한민국 내 방영 : 2014년 8월 12일   | 746-2    |
| 10–1 | "공주님 사진을 찍어요"        | 2011년 10월 21일 대한민국 내 방영 : 2014년 8월 12일 | 747-2    |
| 10–2 | "명탐정 짱구에요"             | 2011년 10월 28일 대한민국 내 방영 : 2014년 8월 12일 | 748-1    |
| 10–3 | "맛있는 붕어빵을 팔아요"      | 2011년 11월 4일 대한민국 내 방영 : 2014년 8월 12일  | 749-1    |
| 11–1 | "지갑을 잃어버렸어요"         | 2011년 11월 4일 대한민국 내 방영 : 2014년 8월 19일  | 749-2    |
| 11–2 | "사나이의 승부예요"           | 2011년 11월 11일 대한민국 내 방영 : 2014년 8월 19일 | 750-1    |
| 11–3 | "상자 안에 뭐가 있을까요?"    | 2011년 11월 18일 대한민국 내 방영 : 2014년 8월 19일 | 751-1    |
| 12–1 | "자유롭게 살고 싶어요"        | 2011년 11월 25일 대한민국 내 방영 : 2014년 8월 19일 | 752-1    |
| 12–2 | "은하계의 평화를 지켜요"      | 2011년 11월 25일 대한민국 내 방영 : 2014년 8월 19일 | 752-2    |
| 13–1 | "어묵이랑 콩나물이에요"       | 2011년 12월 2일 대한민국 내 방영 : 2014년 8월 26일  | 753-1    |
| 13–2 | "전문점은 역시 달라요"        | 2011년 12월 2일 대한민국 내 방영 : 2014년 8월 26일  | 753-2    |
| 13–3 | "구멍가게에 처음 가봤어요"    | 2011년 12월 9일 대한민국 내 방영 : 2014년 8월 26일  | 754-1    |
| 14–1 | "차은주 선생님이 이상해요"    | 2011년 12월 9일 대한민국 내 방영 : 2014년 8월 26일  | 754-2    |
| 14–2 | "현관을 청소해요"             | 2011년 12월 16일 대한민국 내 방영 : 2014년 8월 26일 | 755-1    |
| 14–3 | "절약하고 말거에요"           | 2012년 1월 6일 대한민국 내 방영 : 2014년 8월 26일   | 756-1    |
| 15–1 | "선물 고르기는 힘들어요"      | 2012년 1월 6일 대한민국 내 방영 : 2014년 9월 2일    | 756-2    |
| 15–2 | "집밖으로 탈출해요"           | 2012년 1월 13일 대한민국 내 방영 : 2014년 9월 2일   | 757-1    |
| 15–3 | "훈이가 꽃을 가져왔어요"      | 2012년 1월 13일 대한민국 내 방영 : 2014년 9월 2일   | 757-2    |
| 16–1 | "뜨끈 뜨끈 핫팩이에요"        | 2012년 1월 27일 대한민국 내 방영 : 2014년 9월 2일   | 759-1    |
| 16–2 | "맹구는 금붕어를 좋아해요"    | 2012년 2월 3일 대한민국 내 방영 : 2014년 9월 2일    | 760-1    |
| 16–3 | "바지가 찢어졌어요"           | 2012년 2월 3일 대한민국 내 방영 : 2014년 9월 2일    | 760-2    |
| 17–1 | "배추를 사고 싶어요"          | 2012년 2월 10일 대한민국 내 방영 : 2014년 9월 9일   | 761-1    |
| 17–2 | "맹구는 멋있는 아이에요"      | 2012년 2월 10일 대한민국 내 방영 : 2014년 9월 9일   | 761-2    |
| 17–3 | "밥을 지었어요"               | 2012년 2월 17일 대한민국 내 방영 : 2014년 9월 9일   | 762-1    |
| 18–1 | "짱아가 아기를 봐요"          | 2012년 2월 24일 대한민국 내 방영 : 2014년 9월 9일   | 763-2    |
| 18–2 | "엄마가 발목을 삐었어요"      | 2012년 2월 24일 대한민국 내 방영 : 2014년 9월 9일   | 763-1    |
| 18–3 | "흰둥이는 왕자님이에요"       | 2012년 3월 9일 대한민국 내 방영 : 2014년 9월 9일    | 764-1    |
| 19–1 | "유리네에서 놀아요"           | 2012년 3월 23일 대한민국 내 방영 : 2014년 9월 16일  | 765-2    |
| 19–2 | "어쩌다보니 모두 모였어요"    | 2012년 3월 30일 대한민국 내 방영 : 2014년 9월 16일  | 766-1    |
| 19–3 | "피망은 사기 싫어요"          | 2012년 4월 27일 대한민국 내 방영 : 2014년 9월 16일  | 767-1    |
| 20–1 | "액션가면 사진을 찍어요"      | 2012년 4월 27일 대한민국 내 방영 : 2014년 9월 16일  | 767-2    |
| 20–2 | "엄마는 BNB에요"              | 2012년 5월 4일 대한민국 내 방영 : 2014년 9월 16일   | 768-1    |
| 20–3 | "금메달이 따고 싶어요"        | 2012년 5월 11일 대한민국 내 방영 : 2014년 9월 16일  | 769-1    |
| 21–1 | "아빠와 요리를 배워요"        | 2012년 5월 11일 대한민국 내 방영 : 2014년 9월 23일  | 769-2    |
| 21–2 | "외할아버지도 오셨어요"       | 2012년 5월 18일 대한민국 내 방영 : 2014년 9월 23일  | 770-1    |
| 21–3 | "집에 가기 싫어요"            | 2012년 5월 18일 대한민국 내 방영 : 2014년 9월 23일  | 770-2    |
| 22–1 | "이제 혼자 잘거에요"          | 2012년 5월 25일 대한민국 내 방영 : 2014년 9월 23일  | 771-2    |
| 22–2 | "아빠는 마스크멜론이에요"     | 2012년 5월 25일 대한민국 내 방영 : 2014년 9월 23일  | 771-1    |
| 22–3 | "흰둥이를 찾아요"             | 2012년 6월 1일 대한민국 내 방영 : 2014년 9월 23일   | 772-1    |
| 23–1 | "사진을 지켜요"               | 2012년 6월 1일 대한민국 내 방영 : 2014년 9월 30일   | 772-2    |
| 23–2 | "자꾸 생각나요"               | 2012년 6월 15일 대한민국 내 방영 : 2014년 9월 30일  | 773-2    |
| 23–3 | "흰둥이가 연기를 해요"        | 2012년 6월 22일 대한민국 내 방영 : 2014년 9월 30일  | 774-1    |
| 24–1 | "사랑이 꽃피는 수족관이에요"  | 2012년 6월 22일 대한민국 내 방영 : 2014년 9월 30일  | 774-2    |
| 24–2 | "이사할 집을 찾아요"          | 2012년 6월 29일 대한민국 내 방영 : 2014년 9월 30일  | 775-1    |
| 24–3 | "무서운 수박파티를 해요"      | 2012년 6월 29일 대한민국 내 방영 : 2014년 9월 30일  | 775-2    |

## x파일 1기
| 화수 | 제목                                            | 본방송일자 (일본)                                    | 방영순서   |
| ---- | ----------------------------------------------- | ---------------------------------------------------- | ---------- |
| 1–1  | "매리조나 마을의 결투"                          | 2004년 6월 22일 대한민국 내 방영 : 2014년 12월 4일   | 497        |
| 1–2  | "오늘부터 나는 강아지예요"                      | 2005년 4월 1일 대한민국 내 방영 : 2014년 12월 4일    | 스페셜44-1 |
| 2–1  | "식사 예절을 배워요"                            | 2005년 3월 11일 대한민국 내 방영 : 2014년 12월 4일   | 스페셜40-2 |
| 2–2  | "훈이가 입원을 했어요"                          | 2005년 3월 11일 대한민국 내 방영 : 2014년 12월 4일   | 스페셜40-3 |
| 2–3  | "플라워 남작에게 빠졌어요"                      | 2005년 3월 11일 대한민국 내 방영 : 2014년 12월 4일   | 스페셜40-4 |
| 3–1  | "흰둥이 코가 고장 났어요"                       | 2004년 9월 4일 대한민국 내 방영 : 2014년 12월 11일   | 스페셜42-6 |
| 3–2  | "아빠가 다이어트를 해요"                        | 2004년 9월 4일 대한민국 내 방영 : 2014년 12월 11일   | 스페셜44-3 |
| 3–3  | "전 남친의 사진을 들켰어요"                     | 2004년 9월 4일 대한민국 내 방영 : 2014년 12월 11일   | 스페셜42-4 |
| 4–1  | "한 알이 모자라요"                              | 2004년 5월 1일 대한민국 내 방영 : 2014년 12월 11일   | 스페셜41-2 |
| 4–2  | "초코링을 사고 싶어요"                          | 2004년 5월 1일 대한민국 내 방영 : 2014년 12월 11일   | 스페셜41-3 |
| 4–3  | "유명한 라면집에 줄을 서요"                     | 2004년 5월 1일 대한민국 내 방영 : 2014년 12월 11일   | 스페셜41-4 |
| 5    | "태풍이 몰아쳐도 끄떡없어요"                    | 2005년 12월 16일 대한민국 내 방영 : 2014년 12월 18일 | 스페셜46-4 |
| 6–1  | "짱아는 출입금지예요"                           | 2004년 10월 16일 대한민국 내 방영 : 2014년 12월 18일 | 스페셜43-2 |
| 6–2  | "낚시의 달인이 나타났어요"                      | 2004년 10월 16일 대한민국 내 방영 : 2014년 12월 18일 | 스페셜43-3 |
| 6–3  | "날씨가 이랬다 저랬다 해요"                     | 2004년 10월 16일 대한민국 내 방영 : 2014년 12월 18일 | 스페셜43-4 |
| 7    | "엄마랑 아빠가 바뀌었어요"                      | 2004년 9월 4일 대한민국 내 방영 : 2014년 12월 25일   | 스페셜40-5 |
| 8–1  | "이력서를 쓰고 싶어요"                          | 2004년 9월 4일 대한민국 내 방영 : 2014년 12월 25일   | 스페셜42-3 |
| 8–2  | "점심은 내 손으로 만들어요"                     | 2004년 9월 4일 대한민국 내 방영 : 2014년 12월 25일   | 스페셜42-5 |
| 8–3  | "케이크부터 먹고 싶어요"                        | 2005년 10월 7일 대한민국 내 방영 : 2014년 12월 25일  | 스페셜45-1 |
| 9–1  | "길을 잃었어요"                                 | 2005년 12월 16일 대한민국 내 방영 : 2015년 1월 1일   | 스페셜46-3 |
| 9–2  | "가면라이더 덴오 + 짱구라이더"                  | 2007년 8월 3일 대한민국 내 방영 : 2015년 1월 1일     | 스페셜53-3 |
| 9–3  | "영화의 주인공을 만났어요"                      | 2009년 12월 18일 대한민국 내 방영 : 2015년 1월 1일   | 스페셜59   |
| 10–1 | "피자를 먹어요"                                 | 2005년 6월 30일 대한민국 내 방영 : 2015년 1월 1일    | 스페셜47-4 |
| 10–2 | "타임캡슐을 묻어요"                             | 2005년 6월 30일 대한민국 내 방영 : 2015년 1월 1일    | 스페셜47-5 |
| 10–3 | "개그맨에게 개그를 가르쳐요"                    | 2006년 8월 11일 대한민국 내 방영 : 2015년 1월 1일    | 스페셜50-1 |
| 11–1 | "에어컨이 고장 났어요"                          | 2006년 8월 11일 대한민국 내 방영 : 2015년 1월 8일    | 스페셜50-3 |
| 11–2 | "휴대폰으로 싸움을 해요"                        | 2006년 10월 6일 대한민국 내 방영 : 2015년 1월 8일    | 스페셜52-2 |
| 11–3 | "엄마가 걱정돼요"                               | 2006년 12월 15일 대한민국 내 방영 : 2015년 1월 8일   | 스페셜53-1 |
| 12–1 | "오징어링의 제왕 제1부「오징어링 원정대」"      | 2006년 10월 6일 대한민국 내 방영 : 2015년 1월 8일    | 스페셜52-3 |
| 12–2 | "오징어링의 제왕 제2부「두 개의 탑은 안 나옴」" | 2006년 10월 6일 대한민국 내 방영 : 2015년 1월 8일    | 스페셜52-4 |
| 12–3 | "오징어링의 제왕 제3부「감동의 완결편」"        | 2006년 10월 6일 대한민국 내 방영 : 2015년 1월 8일    | 스페셜52-5 |
| 13   | "나는 짱구의 형이에요"                          | 2007년 4월 27일 대한민국 내 방영 : 2015년 1월 15일   | 스페셜52   |
| 14   | "기억상실증에 걸렸어요"                         | 2008년 4월 18일 대한민국 내 방영 : 2015년 1월 15일   | 스페셜56   |
| 15   | "빙수 때문에 띵~해요"                           | 2007년 8월 3일 대한민국 내 방영 : 2015년 1월 22일    | 스페셜53-1 |
| 16–1 | "아빠랑 포인트를 모아요"                        | 2008년 9월 26일 대한민국 내 방영 : 2015년 1월 22일   | 스페셜57-1 |
| 16–2 | "동물 마을이 위험해졌어요, 1부"                 | 2009년 4월 24일 대한민국 내 방영 : 2015년 1월 22일   | 스페셜58-1 |
| 16–3 | "동물 마을이 위험해졌어요, 2부"                 | 2009년 4월 24일 대한민국 내 방영 : 2015년 1월 22일   | 스페셜58-1 |
| 17–1 | "파스 붙이기는 힘들어요"                        | 2010년 11월 26일 대한민국 내 방영 : 2015년 1월 29일  | 스페셜61-1 |
| 17–2 | "우리는 스파이 가족이에요"                      | 2011년 4월 8일 대한민국 내 방영 : 2015년 1월 29일    | 스페셜62-1 |
| 17–3 | "엄마는 슈퍼 스파이예요"                        | 2011년 4월 8일 대한민국 내 방영 : 2015년 1월 29일    | 스페셜62-2 |
| 18–1 | "남매는 닮았어요"                               | 2012년 3월 16일 대한민국 내 방영 : 2015년 1월 29일   | 스페셜65-1 |
| 18–2 | "우리는 우주가족이에요 1부"                     | 2012년 3월 9일 대한민국 내 방영 : 2015년 1월 29일    | 764-2      |
| 18–3 | "우리는 우주가족이에요 2부"                     | 2012년 3월 16일 대한민국 내 방영 : 2015년 1월 29일   | 스페셜65-2 |
| 19–1 | "아빠는 비밀요원이에요"                         | 2011년 4월 22일 대한민국 내 방영 : 2015년 2월 5일    | 스페셜63-1 |
| 19–2 | "장보기를 도와드려요"                           | 2006년 5월 25일 대한민국 내 방영 : 2015년 2월 5일    | 스페셜63-3 |
| 20   | "인형들이 지구를 정복했어요"                    | 2006년 4월 14일 대한민국 내 방영 : 2015년 2월 5일    | 스페셜49   |

## x파일 2기
| 화수 | 제목                                                            | 본방송일자 (일본)                                   | 방영순서   |
| ---- | --------------------------------------------------------------- | --------------------------------------------------- | ---------- |
| 1–1  | "짱아는 못말려Ⅰ"                                                | 2002년 9월 28일 대한민국 내 방영 : 2015년 4월 28일  | 스페셜33   |
| 1–2  | "짱아는 못말려Ⅱ"                                                | 2002년 9월 28일 대한민국 내 방영 : 2015년 4월 28일  | 스페셜33   |
| 1–3  | "유리창을 깨뜨렸어요"                                           | 2001년 10월 12일 대한민국 내 방영 : 2015년 4월 28일 | 179-2      |
| 2    | "집 짓는 게 자꾸 늦어져요"                                      | 2001년 10월 5일 대한민국 내 방영 : 2015년 4월 28일  | 스페셜30   |
| 3–1  | "가족이나 다름없어요"                                           | 2001년 12월 21일 대한민국 내 방영 : 2015년 5월 5일  | 스페셜31-2 |
| 3–2  | "짱구는 마법사예요 1부"                                         | 2001년 10월 5일 대한민국 내 방영 : 2015년 5월 5일   | 스페셜30-1 |
| 3–3  | "짱구는 마법사예요 2부"                                         | 2001년 10월 5일 대한민국 내 방영 : 2015년 5월 5일   | 스페셜30-1 |
| 4–1  | "깨끗하게 대청소를 해요"                                        | 2001년 12월 21일 대한민국 내 방영 : 2015년 5월 5일  | 스페셜31-3 |
| 4–2  | "위태위태한 드라이브를 해요"                                    | 2002년 3월 29일 대한민국 내 방영 : 2015년 5월 5일   | 스페셜31-4 |
| 5–1  | "이웃들과 함께 꽃구경을 가요"                                   | 2002년 4월 20일 대한민국 내 방영 : 2015년 5월 12일  | 스페셜32-3 |
| 5–2  | "오수 형에게 여자친구가 생겼어요"                               | 2002년 4월 20일 대한민국 내 방영 : 2015년 5월 12일  | 스페셜32-2 |
| 6–1  | "짱구가 초등학생 이래요 1부"                                    | 2001년 4월 20일 대한민국 내 방영 : 2015년 5월 12일  | 스페셜29-1 |
| 6–2  | "짱구가 초등학생 이래요 2부"                                    | 2001년 4월 20일 대한민국 내 방영 : 2015년 5월 12일  | 스페셜29-1 |
| 6–3  | "맹구가 어딘지 수상해요"                                        | 2002년 3월 29일 대한민국 내 방영 : 2015년 5월 12일  | 스페셜31-3 |
| 7–1  | "공짜 화장지를 받아요"                                          | 2002년 7월 12일 대한민국 내 방영 : 2015년 5월 19일  | 스페셜35-2 |
| 7–2  | "왕가네 협박 사건 [사건 편]"                                    | 2002년 9월 28일 대한민국 내 방영 : 2015년 5월 19일  | 스페셜33-1 |
| 8–1  | "왕가네 협박 사건 [추리 편]"                                    | 2002년 9월 28일 대한민국 내 방영 : 2015년 5월 19일  | 스페셜33-1 |
| 8–2  | "왕가네 협박 사건 [해결 편]"                                    | 2002년 9월 28일 대한민국 내 방영 : 2015년 5월 19일  | 스페셜33-1 |
| 9–1  | "훈이의 거북이를 찾아요"                                        | 2002년 12월 21일 대한민국 내 방영 : 2015년 5월 26일 | 스페셜34-1 |
| 9–2  | "집에서 쉬는 게 더 피곤해요"                                    | 2002년 12월 21일 대한민국 내 방영 : 2015년 5월 26일 | 스페셜34-2 |
| 9–3  | "즐기면서 하는 게 최고예요"                                     | 2002년 12월 21일 대한민국 내 방영 : 2015년 5월 26일 | 스페셜34-3 |
| 10–1 | "내가 전설적인 요리사래요 1부"                                  | 2003년 4월 12일 대한민국 내 방영 : 2015년 5월 26일  | 스페셜36-1 |
| 10–2 | "내가 전설적인 요리사래요 2부"                                  | 2003년 4월 12일 대한민국 내 방영 : 2015년 5월 26일  | 스페셜36-1 |
| 10–3 | "아이들 입맛이 까다로워요"                                      | 2003년 4월 12일 대한민국 내 방영 : 2015년 5월 26일  | 스페셜36-2 |
| 11–1 | "특집★방송 신영식 계장 탐험대 - 전설의 황금 명함을 찾아라! 1부" | 2003년 8월 23일 대한민국 내 방영 : 2015년 6월 2일   | 스페셜37-1 |
| 11–2 | "특집★방송 신영식 계장 탐험대 －전설의 황금 명함을 찾아라! 2부" | 2003년 8월 23일 대한민국 내 방영 : 2015년 6월 2일   | 스페셜37-1 |
| 11–3 | "특집★방송 신영식 계장 탐험대 －정글 속의 비서 마을을 찾아라!"  | 2003년 9월 27일 대한민국 내 방영 : 2015년 6월 2일   | 스페셜38-5 |
| 12–1 | "나 홀로 집에 1부"                                              | 2003년 9월 27일 대한민국 내 방영 : 2015년 6월 2일   | 스페셜38-2 |
| 12–2 | "나 홀로 집에 2부"                                              | 2003년 9월 27일 대한민국 내 방영 : 2015년 6월 2일   | 스페셜38-2 |
| 12–3 | "위기의 주부 봉미선 여행가고 싶어~"                             | 2003년 8월 23일 대한민국 내 방영 : 2015년 6월 2일   | 스페셜37-2 |
| 13–1 | "짱구가 초등학생 이래요 3부"                                    | 2003년 9월 27일 대한민국 내 방영 : 2015년 6월 9일   | 스페셜38-1 |
| 13–2 | "위기의 주부 봉미선 나만의 취미생활을 찾아요"                   | 2003년 9월 27일 대한민국 내 방영 : 2015년 6월 9일   | 스페셜38-8 |
| 13–3 | "맹구가 사랑에 빠졌어요"                                        | 2003년 9월 27일 대한민국 내 방영 : 2015년 6월 9일   | 스페셜38-6 |
| 14–1 | "짱구가 초등학생 이래요 4부"                                    | 2003년 12월 20일 대한민국 내 방영 : 2015년 6월 9일  | 스페셜39-1 |
| 14–2 | "수지와 이별을 해요"                                            | 2003년 12월 20일 대한민국 내 방영 : 2015년 6월 9일  | 스페셜39-2 |
| 14–3 | "저금은 피곤해요~!"                                             | 2004년 6월 22일 대한민국 내 방영 : 2015년 6월 9일   | 스페셜39-3 |

## 15기
| 화수 | 제목                                                  | 본방송일자 (일본)                                   | 방영순서 |
| ---- | ----------------------------------------------------- | --------------------------------------------------- | -------- |
| 1–1  | "액션가면하고 약속했어요"                             | 2012년 7월 6일 대한민국 내 방영 : 2015년 7월 9일    | 776-1    |
| 1–2  | "여성미를 키우고 싶어요"                              | 2012년 7월 6일 대한민국 내 방영 : 2015년 7월 9일    | 776-2    |
| 1–3  | "바닷가에서 아르바이트를 해요"                        | 2012년 7월 13일 대한민국 내 방영 : 2015년 7월 9일   | 777-1    |
| 2–1  | "국수 건져먹기로 기회를 잡아요"                       | 2012년 8월 10일 대한민국 내 방영 : 2015년 7월 9일   | 779-1    |
| 2–2  | "흰둥이가 홍수를 막았어요"                            | 2012년 8월 10일 대한민국 내 방영 : 2015년 7월 9일   | 779-2    |
| 2–3  | "새우 파티를 할 거예요"                               | 2012년 8월 17일 대한민국 내 방영 : 2015년 7월 9일   | 780-1    |
| 3–1  | "수지의 아슬아슬 첫 심부름"                           | 2012년 8월 17일 대한민국 내 방영 : 2015년 7월 16일  | 780-2    |
| 3–2  | "액션가면을 구출해요"                                 | 2012년 8월 24일 대한민국 내 방영 : 2015년 7월 16일  | 781-1    |
| 3–3  | "아빠랑 같이 퇴근해요"                                | 2012년 8월 24일 대한민국 내 방영 : 2015년 7월 16일  | 781-2    |
| 4–1  | "떡잎마을의 늑대인간"                                 | 2012년 10월 19일 대한민국 내 방영 : 2015년 7월 16일 | 784-1    |
| 4–2  | "커튼을 깨끗하게 빨아요"                              | 2012년 10월 19일 대한민국 내 방영 : 2015년 7월 16일 | 784-2    |
| 4–3  | "진흙 놀이는 재미있어요"                              | 2012년 10월 26일 대한민국 내 방영 : 2015년 7월 16일 | 785-1    |
| 5–1  | "닭살부부에게 위기가 왔어요"                          | 2012년 8월 31일 대한민국 내 방영 : 2015년 7월 23일  | 782-1    |
| 5–2  | "만일의 사태에 대비해요"                              | 2012년 8월 31일 대한민국 내 방영 : 2015년 7월 23일  | 782-2    |
| 5–3  | ""오리기"가 아니라 "우리기"예요"                      | 2012년 9월 14일 대한민국 내 방영 : 2015년 7월 23일  | 783-1    |
| 6–1  | "엄마가 꿈같은 낮잠을 잤어요"                         | 2012년 10월 26일 대한민국 내 방영 : 2015년 7월 23일 | 785-2    |
| 6–2  | "아빠가 잠자리가 됐어요"                              | 2012년 11월 9일 대한민국 내 방영 : 2015년 7월 23일  | 786-1    |
| 6–3  | "스티커를 몰래 떼어내요"                              | 2012년 11월 9일 대한민국 내 방영 : 2015년 7월 23일  | 786-2    |
| 7–1  | "어떤 사은품을 고를지 고민이에요"                     | 2012년 11월 16일 대한민국 내 방영 : 2015년 7월 30일 | 787-2    |
| 7–2  | "인기 작가가 되고 싶어요"                             | 2012년 11월 23일 대한민국 내 방영 : 2015년 7월 30일 | 788-1    |
| 7–3  | "장난감 상자가 빵빵해졌어요"                          | 2012년 11월 23일 대한민국 내 방영 : 2015년 7월 30일 | 788-2    |
| 8–1  | "눈이 일찍 떠졌어요"                                  | 2012년 7월 13일 대한민국 내 방영 : 2015년 7월 30일  | 777-2    |
| 8–2  | "간질간질 모기가 나타났어요"                          | 2012년 7월 27일 대한민국 내 방영 : 2015년 7월 30일  | 778-1    |
| 8–3  | "방범대 수첩을 만들었어요"                            | 2012년 7월 27일 대한민국 내 방영 : 2015년 7월 30일  | 778-2    |
| 9–1  | "훈이는 던져 넣기의 달인이에요"                       | 2012년 11월 30일 대한민국 내 방영 : 2015년 8월 13일 | 789-1    |
| 9–2  | "아빠와 편지를 주고받아요"                            | 2012년 11월 30일 대한민국 내 방영 : 2015년 8월 13일 | 789-2    |
| 9–3  | "거리팅을 해요"                                       | 2012년 12월 7일 대한민국 내 방영 : 2015년 8월 13일  | 790-2    |
| 10–1 | "짱아는 대롱대롱을 좋아해요"                          | 2012년 11월 30일 대한민국 내 방영 : 2015년 8월 13일 | 790-1    |
| 10–2 | "떡잎마을 방범대의 대장을 정해요"                     | 2013년 1월 11일 대한민국 내 방영 : 2015년 8월 13일  | 791-1    |
| 10–3 | "원하는 대로 꿈꾸고 싶어요"                           | 2013년 1월 11일 대한민국 내 방영 : 2015년 8월 13일  | 791-2    |
| 11–1 | "철수랑 호흡이 척척 맞아요"                           | 2013년 1월 18일 대한민국 내 방영 : 2015년 8월 20일  | 792-1    |
| 11–2 | "원장 선생님은 누구 때문에 화가 나셨을까요?"          | 2013년 1월 18일 대한민국 내 방영 : 2015년 8월 20일  | 792-2    |
| 11–3 | "두근두근 청혼을 해요"                                | 2013년 1월 25일 대한민국 내 방영 : 2015년 8월 20일  | 793-1    |
| 12–1 | "재활용 가게에서 물건을 팔아요"                       | 2013년 2월 15일 대한민국 내 방영 : 2015년 8월 20일  | 795-1    |
| 12–2 | "온 가족이 겨울여행을 가요 -전편-"                    | 2013년 2월 1일 대한민국 내 방영 : 2015년 8월 20일   | 794      |
| 12–3 | "온 가족이 겨울여행을 가요 -후편-"                    | 2013년 2월 1일 대한민국 내 방영 : 2015년 8월 20일   | 794      |
| 13–1 | "추위를 이겨내요"                                     | 2013년 2월 15일 대한민국 내 방영 : 2015년 8월 27일  | 795-2    |
| 13–2 | "이삿짐 정리를 도와요"                                | 2013년 2월 22일 대한민국 내 방영 : 2015년 8월 27일  | 796-2    |
| 13–3 | "흰둥이와 대회에 나가요"                              | 2013년 2월 22일 대한민국 내 방영 : 2015년 8월 27일  | 796-1    |
| 14–1 | "고등학생 선생님이 왔어요"                            | 2013년 3월 1일 대한민국 내 방영 : 2015년 8월 27일   | 797-1    |
| 14–2 | "공원에서 체력단련을 해요"                            | 2013년 3월 1일 대한민국 내 방영 : 2015년 8월 27일   | 797-2    |
| 14–3 | "최고의 B급 음식을 찾아라! -전편-"                    | 2013년 4월 26일 대한민국 내 방영 : 2015년 8월 27일  | 798      |
| 15–1 | "최고의 B급 음식을 찾아라! -후편-"                    | 2013년 4월 26일 대한민국 내 방영 : 2015년 9월 3일   | 798      |
| 15–2 | "모두가 카레 꿈을 꿨어요"                             | 2013년 5월 3일 대한민국 내 방영 : 2015년 9월 3일    | 799-1    |
| 15–3 | "공포의 괴물 의사가 나타났어요"                       | 2013년 5월 3일 대한민국 내 방영 : 2015년 9월 3일    | 799-2    |
| 16–1 | "이불을 압축팩에 넣어요"                              | 2013년 5월 10일 대한민국 내 방영 : 2015년 9월 3일   | 800-1    |
| 16–2 | "우정의 열쇠를 찾아요"                                | 2013년 5월 10일 대한민국 내 방영 : 2015년 9월 3일   | 800-2    |
| 16–3 | "유리가 슬럼프에 빠졌어요"                            | 2013년 5월 17일 대한민국 내 방영 : 2015년 9월 3일   | 801-1    |
| 17–1 | "붉은 장미 삼총사는 연애 금지예요"                    | 2013년 5월 17일 대한민국 내 방영 : 2015년 9월 10일  | 801-2    |
| 17–2 | "할아버지가 참관수업에 오셨어요"                      | 2013년 5월 24일 대한민국 내 방영 : 2015년 9월 10일  | 802-1    |
| 17–3 | "어디에 숨겼는지 까먹었어요"                          | 2013년 5월 24일 대한민국 내 방영 : 2015년 9월 10일  | 802-2    |
| 18–1 | "자외선이 무서워요"                                   | 2013년 5월 31일 대한민국 내 방영 : 2015년 9월 10일  | 803-1    |
| 18–2 | "꼬마 닌자와 대결을 해요"                             | 2013년 5월 31일 대한민국 내 방영 : 2015년 9월 10일  | 803-2    |
| 18–3 | "떡잎마을 방범대가 해체됐어요"                        | 2013년 6월 7일 대한민국 내 방영 : 2015년 9월 10일   | 804-1    |
| 19–1 | "피망을 빼고 싶어요"                                  | 2013년 6월 7일 대한민국 내 방영 : 2015년 9월 17일   | 804-2    |
| 19–2 | "갯벌에서 조개를 캐요"                                | 2013년 6월 14일 대한민국 내 방영 : 2015년 9월 17일  | 805-1    |
| 19–3 | "우산을 정리해요"                                     | 2013년 6월 14일 대한민국 내 방영 : 2015년 9월 17일  | 805-2    |
| 20–1 | "엄마가 입원했다가 퇴원했어요"                        | 2013년 6월 21일 대한민국 내 방영 : 2015년 9월 17일  | 806-1    |
| 20–2 | "엄마가 퇴원했다가 입원했어요"                        | 2013년 6월 21일 대한민국 내 방영 : 2015년 9월 17일  | 806-2    |
| 20–3 | "눈사람이 한이 맺혔데요"                              | 2013년 7월 5일 대한민국 내 방영 : 2015년 9월 17일   | 807-2    |
| 21–1 | "엄마의 병실친구가 생겼어요"                          | 2013년 7월 5일 대한민국 내 방영 : 2015년 9월 24일   | 807-1    |
| 21–2 | "아빠랑 거래처에 왔어요"                              | 2013년 7월 12일 대한민국 내 방영 : 2015년 9월 24일  | 808-1    |
| 21–3 | "드디어 퇴원하게 됐어요"                              | 2013년 7월 12일 대한민국 내 방영 : 2015년 9월 24일  | 808-2    |
| 22–1 | "나는 보았다! 떡잎마을의 전설 유치원의 계단 괴담"     | 2013년 8월 9일 대한민국 내 방영 : 2015년 9월 24일   | 809-1    |
| 22–2 | "아빠랑 수영장에서 놀아요"                            | 2013년 8월 9일 대한민국 내 방영 : 2015년 9월 24일   | 809-2    |
| 22–3 | "흰둥이의 캣타워를 만들었어요"                        | 2013년 8월 16일 대한민국 내 방영 : 2015년 9월 24일  | 810-2    |
| 23–1 | "나는 보았다! 떡잎마을의 전설 흔들흔들 그네 소녀"     | 2013년 8월 23일 대한민국 내 방영 : 2015년 10월 1일  | 811-2    |
| 23–2 | "광고를 보고 싶어요"                                  | 2013년 8월 23일 대한민국 내 방영 : 2015년 10월 1일  | 811-1    |
| 23–3 | "나는 보았다! 떡잎마을의 전설 공포의 도라도라 주방장" | 2013년 8월 30일 대한민국 내 방영 : 2015년 10월 1일  | 812-2    |
| 24–1 | "전설 속의 과자를 찾아요"                             | 2013년 8월 30일 대한민국 내 방영 : 2015년 10월 1일  | 812-1    |
| 24–2 | "철수가 범죄자가 됐어요"                              | 2013년 9월 6일 대한민국 내 방영 : 2015년 10월 1일   | 813-1    |
| 24–3 | "집에서 만두를 만들어요"                              | 2013년 9월 6일 대한민국 내 방영 : 2015년 10월 1일   | 813-2    |

## x파일 3기
| 화수 | 제목                                  | 본방송일자 (일본)                                    | 방영순서    |
| ---- | ------------------------------------- | ---------------------------------------------------- | ----------- |
| 1–1  | "철수네 집에 놀러 갔어요"             | 2004년 9월 4일 대한민국 내 방영 : 2015년 11월 3일    | 스페셜42-1  |
| 1–2  | "이번엔 철수가 놀러 왔어요"           | 2004년 9월 4일 대한민국 내 방영 : 2015년 11월 3일    | 스페셜42-2  |
| 1–3  | "나무 타기는 자신 있어요"             | 1994년 9월 26일 대한민국 내 방영 : 2015년 11월 3일   | 스페셜6-4   |
| 1–4  | "고인돌 가족 짱구네 1부"              | 1995년 4월 10일 대한민국 내 방영 : 2015년 11월 3일   | 스페셜9-1   |
| 2–1  | "고인돌 가족 짱구네 2부"              | 1995년 4월 10일 대한민국 내 방영 : 2015년 11월 3일   | 스페셜9-1   |
| 2–2  | "새해맞이 대청소를 해요"              | 1994년 12월 26일 대한민국 내 방영 : 2015년 11월 3일  | 스페셜7-3   |
| 2–3  | "청국장 때문에 싸웠어요"              | 1995년 4월 10일 대한민국 내 방영 : 2015년 11월 3일   | 스페셜9-2   |
| 3–1  | "맹구가 청혼을 했어요"                | 1995년 4월 10일 대한민국 내 방영 : 2015년 11월 10일  | 스페셜9-3   |
| 3–2  | "공원에서 예술사진을 찍어요"          | 1995년 9월 25일 대한민국 내 방영 : 2015년 11월 10일  | 스페셜10-4  |
| 3–3  | "둘이 나란히 목을 삐끗했어요"         | 1995년 9월 25일 대한민국 내 방영 : 2015년 11월 10일  | 스페셜10-6  |
| 3–4  | "원숭이에게 복수를 해요"              | 1995년 12월 25일 대한민국 내 방영 : 2015년 11월 10일 | 스페셜11-10 |
| 4–1  | "흰둥이는 마음이 너그러워요"          | 1995년 12월 25일 대한민국 내 방영 : 2015년 11월 10일 | 스페셜11-8  |
| 4–2  | "재미 삼아, 상상을 해봐요"            | 1996년 4월 12일 대한민국 내 방영 : 2015년 11월 10일  | 스페셜12-2  |
| 4–3  | "최고의 판매여왕이 돌아왔어요"        | 1996년 4월 12일 대한민국 내 방영 : 2015년 11월 10일  | 스페셜12-4  |
| 5–1  | "흰둥이의 하루를 관찰해요"            | 1996년 4월 12일 대한민국 내 방영 : 2015년 11월 17일  | 스페셜12-3  |
| 5–2  | "나는 슈퍼영웅 아이언 짱구예요"       | 1996년 9월 27일 대한민국 내 방영 : 2015년 11월 17일  | 스페셜14-1  |
| 5–3  | "아기가 태어나려고 해요"              | 1996년 9월 27일 대한민국 내 방영 : 2015년 11월 17일  | 스페셜14-3  |
| 6–1  | "아기가 태어나기를 기다려요"          | 1996년 9월 27일 대한민국 내 방영 : 2015년 11월 17일  | 스페셜14-4  |
| 6–2  | "아기가 태어났어요"                   | 1996년 9월 27일 대한민국 내 방영 : 2015년 11월 17일  | 스페셜14-5  |
| 6–3  | "꼬마 요리사의 요리를 먹으러 가요"    | 1996년 12월 27일 대한민국 내 방영 : 2015년 11월 17일 | 스페셜15-2  |
| 7–1  | "온 가족이 대청소를 해요"             | 1996년 12월 27일 대한민국 내 방영 : 2015년 11월 24일 | 스페셜15-4  |
| 7–2  | "올해의 마지막 밤을 보내요"           | 1996년 12월 27일 대한민국 내 방영 : 2015년 11월 24일 | 스페셜15-6  |
| 7–3  | "암살자 사이보그가 나타났어요"        | 1997년 1월 3일 대한민국 내 방영 : 2015년 11월 24일   | 스페셜16-1  |
| 8–1  | "나미리 선생님이 남자친구가 생겼대요" | 1997년 1월 3일 대한민국 내 방영 : 2015년 11월 24일   | 스페셜16-5  |
| 8–2  | "새해를 맞아서 모두 모였어요"         | 1997년 1월 3일 대한민국 내 방영 : 2015년 11월 24일   | 스페셜16-2  |
| 8–3  | "인생게임으로 인생을 배워요"          | 1997년 1월 3일 대한민국 내 방영 : 2015년 11월 24일   | 스페셜16-3  |
| 9–1  | "복주머니 사기 대결을 해요"           | 1997년 1월 3일 대한민국 내 방영 : 2015년 12월 3일    | 스페셜16-4  |
| 9–2  | "행복한 왕자와 짱구 제비"             | 1997년 4월 18일 대한민국 내 방영 : 2015년 12월 3일   | 스페셜17-1  |
| 9–3  | "짱아는 말썽꾸러기예요"               | 1997년 4월 18일 대한민국 내 방영 : 2015년 12월 3일   | 스페셜17-3  |
| 10–1 | "유리의 신랑감을 골라요"              | 1997년 4월 18일 대한민국 내 방영 : 2015년 12월 3일   | 스페셜17-4  |
| 10–2 | "흰둥이가 술주정을 해요"              | 1995년 4월 10일 대한민국 내 방영 : 2015년 12월 3일   | 스페셜9-4   |
| 10–3 | "꽃구경 도시락을 준비해요"            | 1997년 4월 18일 대한민국 내 방영 : 2015년 12월 3일   | 스페셜17-2  |
| 11–1 | "우정의 릴레이를 해요"                | 1997년 10월 10일 대한민국 내 방영 : 2015년 12월 10일 | 스페셜18-7  |
| 11–2 | "엄마에게 흰머리가 생겼어요"          | 1997년 10월 10일 대한민국 내 방영 : 2015년 12월 10일 | 스페셜18-4  |
| 11–3 | "닭살 부부가 옆집으로 이사 왔어요"    | 1997년 10월 10일 대한민국 내 방영 : 2015년 12월 10일 | 스페셜18-6  |
| 12–1 | "하와이로 가족여행을 떠나요, 1부"     | 1997년 12월 26일 대한민국 내 방영 : 2015년 12월 10일 | 스페셜19-1  |
| 12–2 | "하와이로 가족여행을 떠나요, 2부"     | 1997년 12월 26일 대한민국 내 방영 : 2015년 12월 10일 | 스페셜19-2  |
| 12–3 | "하와이로 가족여행을 떠나요, 3부"     | 1997년 12월 26일 대한민국 내 방영 : 2015년 12월 10일 | 스페셜19-3  |
| 13–1 | "하와이로 가족여행을 떠나요, 4부"     | 1997년 12월 26일 대한민국 내 방영 : 2015년 12월 17일 | 스페셜19-4  |
| 13–2 | "하와이로 가족여행을 떠나요, 5부"     | 1997년 12월 26일 대한민국 내 방영 : 2015년 12월 17일 | 스페셜19-5  |
| 13–3 | "하와이로 가족여행을 떠나요, 6부"     | 1997년 12월 26일 대한민국 내 방영 : 2015년 12월 17일 | 스페셜19-6  |
| 14–1 | "엄마 아빠도 풋풋한 시절이 있었어요"  | 1998년 4월 17일 대한민국 내 방영 : 2015년 12월 17일  | 스페셜20-2  |
| 14–2 | "아기돼지 삼형제의 모험 1부"          | 1998년 4월 17일 대한민국 내 방영 : 2015년 12월 17일  | 스페셜20-1  |
| 14–3 | "아기돼지 삼형제의 모험 2부"          | 1998년 4월 17일 대한민국 내 방영 : 2015년 12월 17일  | 스페셜20-1  |
| 15–1 | "피아노 발표회를 보러 가요"           | 1998년 7월 12일 대한민국 내 방영 : 2015년 12월 24일  | 스페셜21-3  |
| 15–2 | "별장에서 자연을 만끽해요"            | 1998년 7월 12일 대한민국 내 방영 : 2015년 12월 24일  | 스페셜21-4  |
| 15–3 | "엄마랑 몸이 바뀌었어요 1부"          | 1998년 10월 2일 대한민국 내 방영 : 2015년 12월 24일  | 스페셜22-1  |
| 16–1 | "엄마랑 몸이 바뀌었어요 2부"          | 1998년 10월 2일 대한민국 내 방영 : 2015년 12월 24일  | 스페셜22-1  |
| 16–2 | "떡잎마을 꼬마 탐정단 1부"            | 1998년 10월 2일 대한민국 내 방영 : 2015년 12월 24일  | 스페셜22-3  |
| 16–3 | "떡잎마을 꼬마 탐정단 2부"            | 1998년 10월 2일 대한민국 내 방영 : 2015년 12월 24일  | 스페셜22-3  |
| 17–1 | "맥주는 어른이 마시는 거예요"         | 1998년 12월 25일 대한민국 내 방영 : 2016년 1월 7일   | 스페셜23-2  |
| 17–2 | "외국인에게 길을 안내해요"            | 1998년 10월 2일 대한민국 내 방영 : 2016년 1월 7일    | 스페셜22-2  |
| 17–3 | "로베르트에게 문화를 가르쳐요"        | 1998년 10월 2일 대한민국 내 방영 : 2016년 1월 7일    | 스페셜22-2  |
| 18–1 | "도로가 꽉꽉 막혔어요"                | 1998년 12월 25일 대한민국 내 방영 : 2016년 1월 7일   | 스페셜23-3  |
| 18–2 | "은혜를 갚고 싶은데 잘 안 돼요"       | 1999년 4월 16일 대한민국 내 방영 : 2016년 1월 7일    | 스페셜24-1  |
| 18–3 | "공짜로 온천에 가고 싶어요"           | 1999년 4월 16일 대한민국 내 방영 : 2016년 1월 7일    | 스페셜24-3  |
| 19–1 | "라벤더 향기에 집착해요"              | 1999년 4월 16일 대한민국 내 방영 : 2016년 1월 14일   | 스페셜24-4  |
| 19–2 | "인생은 계획대로 되지 않아요"         | 1999년 4월 16일 대한민국 내 방영 : 2016년 1월 14일   | 스페셜24-2  |
| 19–3 | "아무도 모르게 초콜릿을 사요"         | 1999년 10월 8일 대한민국 내 방영 : 2016년 1월 14일   | 스페셜25-1  |
| 20–1 | "신비한 소녀 마법사 마리"             | 1999년 10월 8일 대한민국 내 방영 : 2016년 1월 14일   | 스페셜25-2  |
| 20–2 | "신 형사의 수사수첩 아이돌 테러 계획" | 1999년 10월 8일 대한민국 내 방영 : 2016년 1월 14일   | 스페셜25-4  |
| 20–3 | "신 형사의 수사수첩 테러단 잠입수사"  | 1999년 10월 8일 대한민국 내 방영 : 2016년 1월 14일   | 스페셜25-5  |
| 21–1 | "금메달을 받고 싶어요"                | 1999년 10월 8일 대한민국 내 방영 : 2016년 1월 21일   | 스페셜25-3  |
| 21–2 | "트레저 헌터 봉미선 프롤로그"         | 2000년 9월 29일 대한민국 내 방영 : 2016년 1월 21일   | 스페셜27-1  |
| 21–3 | "트레저 헌터 봉미선 1부"              | 2000년 9월 29일 대한민국 내 방영 : 2016년 1월 21일   | 스페셜27-1  |
| 21–4 | "트레저 헌터 봉미선 2부"              | 2000년 9월 29일 대한민국 내 방영 : 2016년 1월 21일   | 스페셜27-1  |
| 22   | "초능력 남매 지구 수호 대결전!"       | 2001년 1월 5일 대한민국 내 방영 : 2016년 1월 21일    | 스페셜28-4  |

## 스페셜 2016
| 화수 | 제목                                              | 본방송일자 (일본)                                  | 방영순서   |
| ---- | ------------------------------------------------- | -------------------------------------------------- | ---------- |
| 1–1  | "책가방을 갖고 싶어요!"                           | 2013년 3월 15일 대한민국 내 방영 : 2016년 2월 10일 | 스페셜69-2 |
| 1–2  | "훈이가 거친 남자가 됐어요!"                      | 2013년 8월 2일 대한민국 내 방영 : 2016년 2월 10일  | 스페셜71-2 |
| 1–3  | "내 방을 갖고 싶어요"                             | 2013년 8월 2일 대한민국 내 방영 : 2016년 2월 10일  | 스페셜71-4 |
| 2–1  | "나는 보았다! 떡잎마을의 전설 공포의 악마 크레용" | 2013년 8월 2일 대한민국 내 방영 : 2016년 2월 10일  | 스페셜71-5 |
| 2–2  | "시원한 수박이 먹고 싶어요!"                      | 2013년 8월 2일 대한민국 내 방영 : 2016년 2월 10일  | 스페셜71-1 |
| 3–1  | "물가가 오른대요"                                 | 2014년 3월 7일 대한민국 내 방영 : 2016년 2월 10일  | 스페셜72-1 |
| 3–2  | "유리의 이상형이에요"                             | 2014년 3월 7일 대한민국 내 방영 : 2016년 2월 10일  | 스페셜72-2 |
| 3–3  | "아이스 초코비를 먹고 싶어요!"                    | 2014년 3월 7일 대한민국 내 방영 : 2016년 2월 10일  | 스페셜72-3 |
| 4–1  | "엄마, 아빠는 이렇게 집을 사셨어요! -전편-"       | 2015년 3월 6일 대한민국 내 방영 : 2016년 2월 10일  | 스페셜73-2 |
| 4–2  | "엄마, 아빠는 이렇게 집을 사셨어요! -후편-"       | 2015년 3월 6일 대한민국 내 방영 : 2016년 2월 10일  | 스페셜73-2 |
| 4–3  | "닭살 부부와 리얼 소꿉놀이를 해요!"               | 2015년 3월 6일 대한민국 내 방영 : 2016년 2월 10일  | 스페셜73-1 |

## 16기
| 화수 | 제목                                             | 본방송일자 (일본)                                   | 방영순서 |
| ---- | ------------------------------------------------ | --------------------------------------------------- | -------- |
| 1–2  | "볼링대결을 해요"                                | 2013년 10월 18일 대한민국 내 방영 : 2016년 7월 25일 | 814-2    |
| 1–3  | "우정의 아이스크림을 먹어요"                     | 2013년 10월 25일 대한민국 내 방영 : 2016년 7월 25일 | 815-1    |
| 2–1  | "이번엔 살을 꼭 뺄거예요"                        | 2013년 10월 25일 대한민국 내 방영 : 2016년 7월 25일 | 815-2    |
| 2–2  | "스페인에서 보물을 찾아요 <전편>"                | 2013년 11월 1일 대한민국 내 방영 : 2016년 7월 25일  | 816      |
| 2–3  | "스페인에서 보물을 찾아요 <후편>"                | 2013년 11월 1일 대한민국 내 방영 : 2016년 7월 25일  | 816      |
| 3–1  | "철수가 나를 추적해요"                           | 2013년 11월 15일 대한민국 내 방영 : 2016년 8월 1일  | 817-1    |
| 3–2  | "벼룩시장에서 물건을 팔아요"                     | 2013년 11월 15일 대한민국 내 방영 : 2016년 8월 1일  | 817-2    |
| 3–3  | "대청소가 엉망이 됐어요"                         | 2013년 12월 13일 대한민국 내 방영 : 2016년 8월 1일  | 818-1    |
| 4–1  | "카페를 차리고 싶어요"                           | 2013년 12월 13일 대한민국 내 방영 : 2016년 8월 1일  | 818-2    |
| 4–2  | "우리는 가전제품이에요 <전편>"                   | 2014년 1월 17일 대한민국 내 방영 : 2016년 8월 1일   | 819      |
| 4–3  | "우리는 가전제품이에요 <후편>"                   | 2014년 1월 17일 대한민국 내 방영 : 2016년 8월 1일   | 819      |
| 5–1  | "달리기 영재를 뽑아요"                           | 2014년 1월 31일 대한민국 내 방영 : 2016년 8월 8일   | 820-1    |
| 5–2  | "흰둥이의 산책 친구를 찾았어요"                  | 2014년 1월 31일 대한민국 내 방영 : 2016년 8월 8일   | 820-2    |
| 5–3  | "빙어 낚시를 해요"                               | 2014년 2월 7일 대한민국 내 방영 : 2016년 8월 8일    | 821-1    |
| 6–1  | "액션가면이 없어졌어요"                          | 2014년 2월 7일 대한민국 내 방영 : 2016년 8월 8일    | 821-2    |
| 6–2  | "혼자만의 일요일을 망쳐버렸어요"                 | 2014년 2월 14일 대한민국 내 방영 : 2016년 8월 8일   | 822-1    |
| 6–3  | "도시락으로 대결을 해요"                         | 2014년 2월 14일 대한민국 내 방영 : 2016년 8월 8일   | 822-2    |
| 7–1  | "아빠보다 많이 걸을 거예요"                      | 2014년 2월 28일 대한민국 내 방영 : 2016년 8월 15일  | 823-1    |
| 7–2  | "참기 대결을 해요"                               | 2014년 3월 14일 대한민국 내 방영 : 2016년 8월 15일  | 824-1    |
| 7–3  | "아빠는 휴식이 필요해요"                         | 2014년 3월 14일 대한민국 내 방영 : 2016년 8월 15일  | 824-2    |
| 8–1  | "우주 경찰견 로봇독 <전편>"                      | 2014년 4월 11일 대한민국 내 방영 : 2016년 8월 15일  | 825      |
| 8–2  | "우주 경찰견 로봇독 <후편>"                      | 2014년 4월 11일 대한민국 내 방영 : 2016년 8월 15일  | 825      |
| 8–3  | "훈이가 오빠가 됐어요"                           | 2014년 4월 18일 대한민국 내 방영 : 2016년 8월 15일  | 826-1    |
| 9–1  | "분위기가 어색해요"                              | 2014년 4월 18일 대한민국 내 방영 : 2016년 8월 22일  | 826-2    |
| 9–2  | "아기돼지가 길을 잃었어요"                       | 2014년 4월 25일 대한민국 내 방영 : 2016년 8월 22일  | 827-1    |
| 9–3  | "DVD 소믈리에의 추천을 받아요"                   | 2014년 4월 25일 대한민국 내 방영 : 2016년 8월 22일  | 827-2    |
| 10–1 | "자신있게 일기예보를 해요"                       | 2014년 5월 2일 대한민국 내 방영 : 2016년 8월 22일   | 828-2    |
| 10–2 | "알파카를 보고싶어요"                            | 2014년 5월 2일 대한민국 내 방영 : 2016년 8월 22일   | 828-1    |
| 10–3 | "수지가 만든 도시락을 먹어요"                    | 2014년 5월 16일 대한민국 내 방영 : 2016년 8월 22일  | 829-1    |
| 11–1 | "이사하기 전에 정리를 해요"                      | 2014년 5월 16일 대한민국 내 방영 : 2016년 8월 29일  | 829-2    |
| 11–2 | "집사 카페를 해요"                               | 2014년 5월 23일 대한민국 내 방영 : 2016년 8월 29일  | 830-1    |
| 11–3 | "흰둥이랑 바꿔 살아요"                           | 2014년 5월 23일 대한민국 내 방영 : 2016년 8월 29일  | 830-2    |
| 12–1 | "어린이 학원에 다녀 봐요"                        | 2014년 5월 30일 대한민국 내 방영 : 2016년 8월 29일  | 831-1    |
| 12–2 | "도미노 놀이를 해요"                             | 2014년 5월 30일 대한민국 내 방영 : 2016년 8월 29일  | 831-2    |
| 12–3 | "밥과 어울리는 반찬을 찾아요"                    | 2014년 6월 6일 대한민국 내 방영 : 2016년 8월 29일   | 832-1    |
| 13–1 | "손톱을 못 깎아주겠어요"                         | 2014년 6월 6일 대한민국 내 방영 : 2016년 9월 5일    | 832-2    |
| 13–2 | "빨래 떨어뜨리기 놀이를 해요"                    | 2014년 6월 13일 대한민국 내 방영 : 2016년 9월 5일   | 833-1    |
| 13–3 | "과감한 수영복을 사요"                           | 2014년 6월 13일 대한민국 내 방영 : 2016년 9월 5일   | 833-2    |
| 14–1 | "LED로 바꿔 달아요"                              | 2014년 6월 20일 대한민국 내 방영 : 2016년 9월 5일   | 834-2    |
| 14–2 | "자존심을 건 축구시합을 해요 <전편>"             | 2014년 6월 27일 대한민국 내 방영 : 2016년 9월 5일   | 835      |
| 14–3 | "자존심을 건 축구시합을 해요 <후편>"             | 2014년 6월 27일 대한민국 내 방영 : 2016년 9월 5일   | 835      |
| 15–1 | "회의할 곳을 찾아다녀요"                         | 2014년 7월 11일 대한민국 내 방영 : 2016년 9월 12일  | 836-1    |
| 15–2 | "최고의 판매여왕이 다시 돌아왔어요"              | 2014년 7월 11일 대한민국 내 방영 : 2016년 9월 12일  | 836-2    |
| 15–3 | "이모가 운전을 배우기로 했어요"                  | 2014년 8월 8일 대한민국 내 방영 : 2016년 9월 12일   | 837-1    |
| 16–1 | "나는 보았다! 떡잎마을의 전설, 공포의 뽑기 인형" | 2014년 8월 8일 대한민국 내 방영 : 2016년 9월 12일   | 837-2    |
| 16–2 | "이모가 면허를 딸 수 있을까요?"                  | 2014년 8월 29일 대한민국 내 방영 : 2016년 9월 12일  | 838-1    |
| 16–3 | "몸속에 들어온 샌드백 토끼"                      | 2014년 8월 29일 대한민국 내 방영 : 2016년 9월 12일  | 838-2    |
| 17–1 | "플라네타륨에 가요"                              | 2014년 9월 12일 대한민국 내 방영 : 2016년 9월 19일  | 839-1    |
| 17–2 | "미래의 아이돌을 연습시켜요"                     | 2014년 9월 12일 대한민국 내 방영 : 2016년 9월 19일  | 839-2    |
| 17–3 | "맹구의 마음이 궁금해요"                         | 2014년 9월 19일 대한민국 내 방영 : 2016년 9월 19일  | 840-1    |
| 18–1 | "오늘 저녁은 제가 할게요"                        | 2014년 9월 19일 대한민국 내 방영 : 2016년 9월 19일  | 840-2    |
| 18–2 | "연극발표회 준비를 해요"                         | 2014년 10월 17일 대한민국 내 방영 : 2016년 9월 19일 | 841-2    |
| 18–3 | "토란을 잔뜩 캤어요"                             | 2014년 10월 24일 대한민국 내 방영 : 2016년 9월 19일 | 842-1    |
| 19–1 | "돌직구로 인기를 끌어요"                         | 2014년 10월 24일 대한민국 내 방영 : 2016년 9월 26일 | 842-2    |
| 19–2 | "학교축제에서 카페를 해요"                       | 2014년 10월 31일 대한민국 내 방영 : 2016년 9월 26일 | 843-1    |
| 19–3 | "비밀 보이스를 듣고 싶어요"                      | 2014년 10월 31일 대한민국 내 방영 : 2016년 9월 26일 | 843-2    |
| 20–1 | "유리의 장바구니를 찾아요"                       | 2014년 11월 21일 대한민국 내 방영 : 2016년 9월 26일 | 844-1    |
| 20–2 | "버릴 장난감을 골라요"                           | 2014년 11월 21일 대한민국 내 방영 : 2016년 9월 26일 | 844-2    |
| 20–3 | "아빠랑 바다낚시를 해요"                         | 2014년 11월 28일 대한민국 내 방영 : 2016년 9월 26일 | 845-1    |
| 21–1 | "원고는 어디에 있을까요?"                        | 2014년 11월 28일 대한민국 내 방영 : 2016년 10월 3일 | 845-2    |
| 21–2 | "떡잎마을 방범대 송년회를 해요"                  | 2014년 12월 12일 대한민국 내 방영 : 2016년 10월 3일 | 847-2    |
| 21–3 | "보온팩으로 이불속을 덥혀요"                     | 2015년 1월 9일 대한민국 내 방영 : 2016년 10월 3일   | 848-1    |
| 22–1 | "휴대폰을 잃어버렸어요"                          | 2014년 12월 5일 대한민국 내 방영 : 2016년 10월 3일  | 846-1    |
| 22–2 | "스마트폰을 샀어요"                              | 2014년 12월 5일 대한민국 내 방영 : 2016년 10월 3일  | 846-2    |
| 22–3 | "전화를 안 받으면 불안해요"                      | 2014년 12월 12일 대한민국 내 방영 : 2016년 10월 3일 | 847-1    |
| 23–1 | "돌을 꼭 찾을 거예요"                            | 2015년 1월 9일 대한민국 내 방영 : 2016년 10월 10일  | 848-2    |
| 23–2 | "산장의 미스터리를 풀어요 <전편>"                | 2015년 1월 30일 대한민국 내 방영 : 2016년 10월 10일 | 849      |
| 23–3 | "산장의 미스터리를 풀어요 <후편>"                | 2015년 1월 30일 대한민국 내 방영 : 2016년 10월 10일 |          |

## 17기
| 화수 | 제목                                                | 본방송일자 (일본)                                   | 방영순서 |
| ---- | --------------------------------------------------- | --------------------------------------------------- | -------- |
| 1–1  | "철수랑 심부름을 해요"                              | 2015년 2월 13일 대한민국 내 방영 : 2017년 7월 5일   | 851-2    |
| 1–2  | "앵무새가 왔어요"                                   | 2015년 2월 20일 대한민국 내 방영 : 2017년 7월 5일   | 852-1    |
| 1–3  | "테니스 대결을 해요"                                | 2015년 2월 27일 대한민국 내 방영 : 2017년 7월 5일   | 853-1    |
| 2–1  | "서점에서 사인회를 해요"                            | 2015년 2월 27일 대한민국 내 방영 : 2017년 7월 12일  | 853-2    |
| 2–2  | "짱아는 자고 싶어요"                                | 2015년 3월 13일 대한민국 내 방영 : 2017년 7월 12일  | 854-1    |
| 2–3  | "우리가 있었던 건 비밀이에요"                       | 2015년 3월 13일 대한민국 내 방영 : 2017년 7월 12일  | 854-2    |
| 3–1  | "집에 들어갈 수가 없어요"                           | 2015년 4월 24일 대한민국 내 방영 : 2017년 7월 19일  | 857-1    |
| 3–2  | "죽순괴물이 나타났어요<전편>"                       | 2015년 4월 17일 대한민국 내 방영 : 2017년 7월 19일  | 856      |
| 3–3  | "죽순괴물이 나타났어요<후편>"                       | 2015년 4월 17일 대한민국 내 방영 : 2017년 7월 19일  | 856      |
| 4–1  | "똑같으면 안 돼요"                                  | 2015년 3월 20일 대한민국 내 방영 : 2017년 7월 20일  | 855-1    |
| 4–2  | "정원장어 쇼를 구경해요"                            | 2015년 5월 1일 대한민국 내 방영 : 2017년 7월 20일   | 858-2    |
| 4–3  | "흰둥이의 숨겨진 이별 이야기"                       | 2015년 5월 1일 대한민국 내 방영 : 2017년 7월 20일   | 858-1    |
| 5–1  | "연날리기 대회를 나가요"                            | 2015년 2월 6일 대한민국 내 방영 : 2017년 7월 26일   | 850-1    |
| 5–2  | "사랑의 귤을 받았어요"                              | 2015년 2월 6일 대한민국 내 방영 : 2017년 7월 26일   | 850-2    |
| 5–3  | "땡큐 베리 독이에요"                                | 2015년 2월 13일 대한민국 내 방영 : 2017년 7월 26일  | 851-1    |
| 6–1  | "아빠 다리가 부러졌어요"                            | 2015년 5월 8일 대한민국 내 방영 : 2017년 7월 27일   | 859-1    |
| 6–2  | "인기 마스코트를 만들어요"                          | 2015년 5월 8일 대한민국 내 방영 : 2017년 7월 27일   | 859-2    |
| 6–3  | "아빠를 따라 병원에 가요"                           | 2015년 5월 15일 대한민국 내 방영 : 2017년 7월 27일  | 860-1    |
| 7–1  | "보석 도둑이 쫓아와요"                              | 2015년 5월 15일 대한민국 내 방영 : 2017년 8월 2일   | 860-2    |
| 7–2  | "가려워서 못 참겠어요"                              | 2015년 5월 22일 대한민국 내 방영 : 2017년 8월 2일   | 861-1    |
| 7–3  | "광자 누나랑 집을 봐요"                             | 2015년 5월 22일 대한민국 내 방영 : 2017년 8월 2일   | 861-2    |
| 8–1  | "쌍둥이가 왔어요<전편>"                             | 2015년 5월 29일 대한민국 내 방영 : 2017년 8월 3일   | 862      |
| 8–2  | "쌍둥이가 왔어요<후편>"                             | 2015년 5월 29일 대한민국 내 방영 : 2017년 8월 3일   | 862      |
| 8–3  | "지각만 하면 비가 내려요"                           | 2015년 6월 5일 대한민국 내 방영 : 2017년 8월 3일    | 863-1    |
| 9–1  | "붉은 장미 삼총사가 해체됐어요"                     | 2015년 6월 5일 대한민국 내 방영 : 2017년 8월 9일    | 863-2    |
| 9–2  | "배경화면 사진을 찍어요"                            | 2015년 6월 12일 대한민국 내 방영 : 2017년 8월 9일   | 864-1    |
| 9–3  | "청소기를 사요"                                     | 2015년 3월 20일 대한민국 내 방영 : 2017년 8월 9일   | 855-2    |
| 10–1 | "드론이 보고 있었어요"                              | 2015년 6월 19일 대한민국 내 방영 : 2017년 8월 10일  | 865-1    |
| 10–2 | "최고의 판매여왕이 복수하러 왔어요"                 | 2015년 6월 19일 대한민국 내 방영 : 2017년 8월 10일  | 865-2    |
| 10–3 | "여름휴가 계획을 세워요"                            | 2015년 6월 26일 대한민국 내 방영 : 2017년 8월 10일  | 866-1    |
| 11–1 | "장아찌를 만들었어요"                               | 2015년 6월 26일 대한민국 내 방영 : 2017년 8월 16일  | 866-2    |
| 11–2 | "식탁을 돌려요"                                     | 2015년 7월 10일 대한민국 내 방영 : 2017년 8월 16일  | 867-1    |
| 11–3 | "아침 일찍 체조를 하러 가요"                        | 2015년 7월 10일 대한민국 내 방영 : 2017년 8월 16일  | 867-2    |
| 12–1 | "사랑의 빙수를 만들어요"                            | 2015년 7월 31일 대한민국 내 방영 : 2017년 8월 17일  | 868-1    |
| 12–2 | "열정적인 수영 선생님을 만났어요"                   | 2015년 7월 31일 대한민국 내 방영 : 2017년 8월 17일  | 868-2    |
| 12–3 | "전설의 매미를 찾아요"                              | 2015년 9월 11일 대한민국 내 방영 : 2017년 8월 17일  | 871-1    |
| 13–1 | "물방울이 된 샌드백 토끼"                           | 2015년 9월 11일 대한민국 내 방영 : 2017년 8월 23일  | 871-2    |
| 13–2 | "캠핑을 하러 가요<전편>"                            | 2015년 8월 21일 대한민국 내 방영 : 2017년 8월 23일  | 869      |
| 13–3 | "캠핑을 하러 가요<후편>"                            | 2015년 8월 17일 대한민국 내 방영 : 2017년 8월 23일  | 869      |
| 14–1 | "비밀이와 대결을 해요"                              | 2015년 8월 28일 대한민국 내 방영 : 2017년 8월 24일  | 870-1    |
| 14–2 | "나와 비밀이는 친구예요"                            | 2015년 8월 28일 대한민국 내 방영 : 2017년 8월 24일  | 870-2    |
| 14–3 | "문어빵 기계로 요리를 해요"                         | 2015년 10월 16일 대한민국 내 방영 : 2017년 8월 24일 | 873-1    |
| 15–1 | "동물원에서 구경을 해요"                            | 2015년 10월 9일 대한민국 내 방영 : 2017년 8월 30일  | 872      |
| 15–2 | "동물원에서 우끼끼~해요"                            | 2015년 10월 9일 대한민국 내 방영 : 2017년 8월 30일  | 872      |
| 15–3 | "블록 쌓기 대결을 해요"                             | 2015년 10월 16일 대한민국 내 방영 : 2017년 8월 30일 | 873-2    |
| 16–1 | "엄마도 버릴 줄 알아요"                             | 2015년 10월 23일 대한민국 내 방영 : 2017년 8월 31일 | 874-2    |
| 16–2 | "교통안전 전사가 사랑에 빠졌어요"                   | 2015년 10월 23일 대한민국 내 방영 : 2017년 8월 31일 | 874+     |
| 16–3 | "아빠랑 종이씨름을 해요"                            | 2015년 10월 30일 대한민국 내 방영 : 2017년 8월 31일 | 875-1    |
| 17–1 | "결석한 훈이가 걱정돼요"                            | 2015년 10월 30일 대한민국 내 방영 : 2017년 9월 6일  | 875-2    |
| 17–2 | "용사의 죽방울 전설"                                | 2015년 11월 6일 대한민국 내 방영 : 2017년 9월 6일   | 876-2    |
| 17–3 | "나는 보았다! 떡잎마을 전설 저주의 사다리타기 게임" | 2015년 11월 6일 대한민국 내 방영 : 2017년 9월 6일   | 876+     |
| 18–1 | "흰둥이는 경찰견이에요"                             | 2015년 11월 13일 대한민국 내 방영 : 2017년 9월 7일  | 877-2    |
| 18–2 | "수지가 새롭게 변신했어요"                          | 2015년 11월 13일 대한민국 내 방영 : 2017년 9월 7일  | 877+     |
| 18–3 | "아빠는 어디있을까요?"                              | 2015년 11월 20일 대한민국 내 방영 : 2017년 9월 7일  | 878-1    |
| 19–1 | "방귀가 나오려고 해요"                              | 2015년 11월 20일 대한민국 내 방영 : 2017년 9월 13일 | 878-2    |
| 19–2 | "오늘부터 낮잠을 안 잘 거예요"                      | 2015년 11월 27일 대한민국 내 방영 : 2017년 9월 13일 | 879-1    |
| 19–3 | "정전기가 찌리릿! 해요"                             | 2015년 11월 27일 대한민국 내 방영 : 2017년 9월 13일 | 879-2    |
| 20–1 | "일루미네이션을 보러 가요"                          | 2015년 12월 4일 대한민국 내 방영 : 2017년 9월 14일  | 880-1    |
| 20–2 | "장갑 고르기 대결을 해요"                           | 2015년 12월 4일 대한민국 내 방영 : 2017년 9월 14일  | 880-2    |
| 20–3 | "사랑의 스케이트 대작전"                            | 2015년 12월 11일 대한민국 내 방영 : 2017년 9월 14일 | 881-1    |
| 21–1 | "나는 보았다! 떡잎마을의 전설 공포의 애플리케이션"  | 2015년 12월 11일 대한민국 내 방영 : 2017년 9월 20일 | 881-2    |
| 21–2 | "특별한 온천에 가요 <전편>"                         | 2016년 1월 15일 대한민국 내 방영 : 2017년 9월 20일  | 882      |
| 21–3 | "특별한 온천에 가요 <후편>"                         | 2016년 1월 15일 대한민국 내 방영 : 2017년 9월 20일  | 882      |
| 22–1 | "오늘은 아빠가 엄마예요"                            | 2016년 1월 22일 대한민국 내 방영 : 2017년 9월 21일  | 883-1    |
| 22–2 | "유리가 피아노 연주를 해요"                         | 2016년 1월 22일 대한민국 내 방영 : 2017년 9월 21일  | 883-2    |
| 22–3 | "짱아는 목욕을 싫어해요"                            | 2016년 1월 29일 대한민국 내 방영 : 2017년 9월 21일  | 884-1    |
| 23–1 | "편 먹고 눈싸움을 해요"                             | 2016년 1월 29일 대한민국 내 방영 : 2017년 9월 27일  | 884-2    |
| 23–2 | "흰둥이가 살쪘어요"                                 | 2016년 2월 5일 대한민국 내 방영 : 2017년 9월 27일   | 885-1    |
| 23–3 | "나는 패션리더예요"                                 | 2016년 2월 5일 대한민국 내 방영 : 2017년 9월 27일   | 885-2    |
| 24–1 | "짱아가 애달픈 사랑을 해요"                         | 2016년 2월 12일 대한민국 내 방영 : 2017년 9월 28일  | 886-1    |
| 24–2 | "딸꾹질을 멈추고 싶어요"                            | 2016년 2월 12일 대한민국 내 방영 : 2017년 9월 28일  | 886-2    |
| 24–3 | "쿵덕쿵덕 떡을 만들어요"                            | 2016년 2월 19일 대한민국 내 방영 : 2017년 9월 28일  | 887-1    |
| 25–1 | "스타 판매왕이 될 거예요"                           | 2016년 2월 19일 대한민국 내 방영 : 2017년 10월 4일  | 887-2    |
| 25–2 | "재해예측지도를 만들어요"                           | 2016년 2월 26일 대한민국 내 방영 : 2017년 10월 4일  | 888-1    |
| 25–3 | "고기를 뽑을 거예요"                                | 2016년 2월 26일 대한민국 내 방영 : 2017년 10월 4일  | 888-2    |

## 18기
| 화수 | 제목                                                         | 본방송일자 (일본)                                   | 방영순서   |
| ---- | ------------------------------------------------------------ | --------------------------------------------------- | ---------- |
| 1–1  | "채성아 선생님이 해고됐대요"                                 | 2016년 5월 27일 대한민국 내 방영 : 2018년 7월 12일  | 896-1      |
| 1–2  | "맹구는 정리왕이에요"                                        | 2016년 5월 27일 대한민국 내 방영 : 2018년 7월 12일  | 896-2      |
| 1–3  | "무서~운 치과에 갔어요"                                      | 2016년 6월 10일 대한민국 내 방영 : 2018년 7월 12일  | 897-1      |
| 2–1  | "흰둥이와 아기새"                                            | 2016년 6월 10일 대한민국 내 방영 : 2018년 7월 19일  | 897-2      |
| 2–2  | "진흙 투성이가 됐어요"                                       | 2016년 6월 17일 대한민국 내 방영 : 2018년 7월 19일  | 898-1      |
| 2–3  | "비 때문에 그만두고 싶어요"                                  | 2016년 6월 17일 대한민국 내 방영 : 2018년 7월 19일  | 898-2      |
| 3–1  | "아빠가 까까머리가 됐어요 <전편>"                            | 2016년 6월 24일 대한민국 내 방영 : 2018년 7월 26일  | 899        |
| 3–2  | "아빠가 까까머리가 됐어요 <후편>"                            | 2016년 6월 24일 대한민국 내 방영 : 2018년 7월 26일  | 899        |
| 3–3  | "어디서 봤는지 기억이 안나요"                                | 2016년 7월 8일 대한민국 내 방영 : 2018년 7월 26일   | 900-1      |
| 4–1  | "아빠가 최고의 판매 여왕을 만났어요"                         | 2016년 7월 8일 대한민국 내 방영 : 2018년 7월 26일   | 900-2      |
| 4–2  | "유리의 약점을 잡혔어요"                                     | 2016년 7월 22일 대한민국 내 방영 : 2018년 7월 26일  | 901-1      |
| 4–3  | "짱구 대 꼬질라의 대결"                                      | 2016년 7월 22일 대한민국 내 방영 : 2018년 7월 26일  | 901-2      |
| 5–1  | "남자의 위신이 걸린 문제에요"                                | 2016년 3월 11일 대한민국 내 방영 : 2018년 8월 2일   | 889-1      |
| 5–2  | "이슬이 누나를 찾으러 가요"                                  | 2016년 3월 11일 대한민국 내 방영 : 2018년 8월 2일   | 889-2      |
| 5–3  | "자는 동안에 예술을 해요"                                    | 2016년 4월 22일 대한민국 내 방영 : 2018년 8월 2일   | 891-1      |
| 6–1  | "아빠가 안 일어나요 <전편>"                                  | 2016년 4월 15일 대한민국 내 방영 : 2018년 8월 2일   | 890        |
| 6–2  | "아빠가 안 일어나요 <후편>"                                  | 2016년 4월 15일 대한민국 내 방영 : 2018년 8월 2일   | 890        |
| 6–3  | "나미리 선생님의 연애 코치를 해요"                           | 2016년 4월 22일 대한민국 내 방영 : 2018년 8월 2일   | 891-2      |
| 7–1  | "옆집 아저씨의 얼굴이 궁금해요"                              | 2016년 4월 29일 대한민국 내 방영 : 2018년 8월 16일  | 892-1      |
| 7–2  | "바깥 세상도 나쁘지 않아요"                                  | 2016년 4월 29일 대한민국 내 방영 : 2018년 8월 16일  | 892-2      |
| 7–3  | "바깥 외출도 쉽지 않아요"                                    | 2016년 5월 6일 대한민국 내 방영 : 2018년 8월 16일   | 893-1      |
| 8–1  | "훈이가 예지몽을 꿨어요"                                     | 2016년 5월 6일 대한민국 내 방영 : 2018년 8월 16일   | 893-2      |
| 8–2  | "모내기 체험을 해요"                                         | 2016년 5월 13일 대한민국 내 방영 : 2018년 8월 16일  | 894-1      |
| 9–1  | "청대콩을 길러요"                                            | 2016년 7월 29일 대한민국 내 방영 : 2018년 8월 23일  | 902-1      |
| 9–2  | "냉장고를 정리해요"                                          | 2016년 8월 5일 대한민국 내 방영 : 2018년 8월 23일   | 903-1      |
| 9–3  | "나는야 택시운전사"                                          | 2016년 8월 5일 대한민국 내 방영 : 2018년 8월 23일   | 903-2      |
| 10–1 | "꽁냥이가 왔어요"                                            | 2016년 8월 12일 대한민국 내 방영 : 2018년 8월 23일  | 904-1      |
| 10–2 | "금붕어를 받았어요"                                          | 2016년 8월 12일 대한민국 내 방영 : 2018년 8월 23일  | 904-2      |
| 10–3 | "입은 건 다 가져가래요"                                      | 2016년 8월 19일 대한민국 내 방영 : 2018년 8월 23일  | 905-1      |
| 11–1 | "행운권을 뽑고 싶어요"                                       | 2016년 8월 19일 대한민국 내 방영 : 2018년 8월 30일  | 905-2      |
| 11–2 | "빠듯하게 장을 봐요"                                         | 2016년 8월 26일 대한민국 내 방영 : 2018년 8월 30일  | 906-1      |
| 11–3 | "훈이는 너무 부담스러워요"                                   | 2016년 8월 26일 대한민국 내 방영 : 2018년 8월 30일  | 906-2      |
| 12–1 | "중국 냉면이 먹고 싶어요"                                    | 2016년 9월 9일 대한민국 내 방영 : 2018년 8월 30일   | 907-1      |
| 12–2 | "내가 만든 브로치를 선물해요"                                | 2016년 9월 9일 대한민국 내 방영 : 2018년 8월 30일   | 907-2      |
| 12–3 | "이슬이 누나랑 손 잡고 싶어요"                               | 2016년 9월 16일 대한민국 내 방영 : 2018년 8월 30일  | 908-1      |
| 13–1 | "마술을 보여주고 싶어요"                                     | 2016년 9월 16일 대한민국 내 방영 : 2018년 9월 6일   | 908-2      |
| 13–2 | "아빠랑 회사놀이를 해요"                                     | 2016년 10월 14일 대한민국 내 방영 : 2018년 9월 6일  | 909-1      |
| 13–3 | "주사위 놀이를 해요"                                         | 2016년 10월 14일 대한민국 내 방영 : 2018년 9월 6일  | 909-2      |
| 14–1 | "그라탱이 너무 뜨거워요"                                     | 2016년 10월 28일 대한민국 내 방영 : 2018년 9월 6일  | 911-1      |
| 14–2 | "욕실에 난리가 났어요"                                       | 2016년 10월 21일 대한민국 내 방영 : 2018년 9월 6일  | 910-1      |
| 14–3 | "공중 목욕탕에 왔어요"                                       | 2016년 10월 21일 대한민국 내 방영 : 2018년 9월 6일  | 910-2      |
| 15–1 | "간식을 나눠 먹어요"                                         | 2016년 10월 28일 대한민국 내 방영 : 2018년 9월 13일 | 911-2      |
| 15–2 | "대게를 실컷 먹을 거예요"                                    | 2016년 11월 4일 대한민국 내 방영 : 2018년 9월 13일  | 912-1      |
| 15–3 | "팬클럽 부채를 만들어요"                                     | 2016년 11월 4일 대한민국 내 방영 : 2018년 9월 13일  | 912-2      |
| 16–1 | "짱구가족, 새차를 사다1 차가 망가졌어요"                     | 2016년 11월 18일 대한민국 내 방영 : 2018년 9월 13일 | 913-1      |
| 16–2 | "떡잎마을 국제경찰 특별수사대 괴도, 잠자는 고양이를 잡아라!" | 2016년 11월 18일 대한민국 내 방영 : 2018년 9월 13일 | 913-2      |
| 16–3 | "짱구가족, 새차를 사다2 수입차는 남자의 로망이에요"          | 2016년 11월 25일 대한민국 내 방영 : 2018년 9월 13일 | 914-1      |
| 17–1 | "붉은 장미 삼총사에 들어가고 싶어요"                         | 2016년 11월 25일 대한민국 내 방영 : 2018년 9월 20일 | 914-2      |
| 17–2 | "짱구가족, 새차를 사다3 드디어 차를 샀어요"                  | 2016년 12월 2일 대한민국 내 방영 : 2018년 9월 20일  | 915-1      |
| 17–3 | "미소 이모네 집을 수색해요"                                  | 2016년 12월 2일 대한민국 내 방영 : 2018년 9월 20일  | 915-2      |
| 18–1 | "이슬이 선생님이 왔어요"                                     | 2016년 12월 9일 대한민국 내 방영 : 2018년 9월 20일  | 916-1      |
| 18–2 | "유리가 이상해졌어요"                                        | 2016년 12월 16일 대한민국 내 방영 : 2018년 9월 20일 | 917-1      |
| 18–3 | "보고 싶은데 볼 수가 없어요"                                 | 2016년 12월 16일 대한민국 내 방영 : 2018년 9월 20일 | 917-2      |
| 19–1 | "신발이 행방불명됐어요"                                      | 2017년 1월 13일 대한민국 내 방영 : 2018년 9월 27일  | 918-1      |
| 19–2 | "일찍 일어나면 좋은 일이 있어요"                             | 2017년 1월 13일 대한민국 내 방영 : 2018년 9월 27일  | 918-2      |
| 19–3 | "서점 일을 도와드려요"                                       | 2017년 1월 27일 대한민국 내 방영 : 2018년 9월 27일  | 920-1      |
| 20–1 | "신나게 스키를 타요 <전편>"                                  | 2017년 1월 20일 대한민국 내 방영 : 2018년 9월 27일  | 919        |
| 20–2 | "신나게 스키를 타요 <후편>"                                  | 2017년 1월 20일 대한민국 내 방영 : 2018년 9월 27일  | 919        |
| 20–3 | "짱아가 감기에 걸렸어요"                                     | 2017년 1월 27일 대한민국 내 방영 : 2018년 9월 27일  | 920-2      |
| 21–1 | "훈이는 상점가의 얼굴이에요"                                 | 2017년 2월 3일 대한민국 내 방영 : 2018년 10월 4일   | 921-1      |
| 21–2 | "새 배개를 갖고 싶어요"                                      | 2017년 2월 3일 대한민국 내 방영 : 2018년 10월 4일   | 921-2      |
| 21–3 | "해바라기반에 두목님이 왔어요"                               | 2017년 2월 10일 대한민국 내 방영 : 2018년 10월 4일  | 922-1      |
| 22–1 | "떡잎마을 국제경찰 특별수사대 초콜릿 연쇄 도난 사건!"        | 2017년 2월 10일 대한민국 내 방영 : 2018년 10월 4일  | 922-2      |
| 22–2 | "공포의 프랑스 인형이에요"                                   | 2017년 2월 17일 대한민국 내 방영 : 2018년 10월 4일  | 923-1      |
| 22–3 | "추워도 밖에서 놀아요"                                       | 2017년 2월 17일 대한민국 내 방영 : 2018년 10월 4일  | 923-2      |
| 23–1 | "나미리 선생님의 흰둥이예요"                                 | 2017년 2월 24일 대한민국 내 방영 : 2018년 10월 11일 | 924-1      |
| 23–2 | "수지의 경호원이 바뀌었어요"                                 | 2017년 2월 24일 대한민국 내 방영 : 2018년 10월 11일 | 924-2      |
| 23–3 | "외할아버지의 비밀이에요"                                    | 2017년 3월 3일 대한민국 내 방영 : 2018년 10월 11일  | 스페셜78-1 |
| 24–1 | "별을 보러 가요"                                             | 2017년 3월 3일 대한민국 내 방영 : 2018년 10월 11일  | 스페셜78-2 |
| 24–2 | "가족사진을 찍어요"                                          | 2017년 3월 17일 대한민국 내 방영 : 2018년 10월 11일 | 925-1      |
| 24–3 | "소방서로 견학을 가요"                                       | 2017년 3월 17일 대한민국 내 방영 : 2018년 10월 11일 | 925-2      |
| 25–1 | "우주 떡잎마을 방범대예요 <전편>"                            | 2017년 4월 14일 대한민국 내 방영 : 2018년 10월 18일 | 926        |
| 25–2 | "우주 떡잎마을 방범대예요 <후편>"                            | 2017년 4월 14일 대한민국 내 방영 : 2018년 10월 18일 | 926        |
| 25–3 | "회전초밥을 먹으러 왔어요"                                   | 2017년 4월 21일 대한민국 내 방영 : 2018년 10월 18일 | 927-1      |
| 26–1 | "개구리 지갑은 훈이 거예요"                                  | 2017년 4월 21일 대한민국 내 방영 : 2018년 10월 18일 | 927-2      |
| 26–2 | "보송 랜드에서 찻잎을 따요"                                  | 2017년 4월 28일 대한민국 내 방영 : 2018년 10월 18일 | 928-1      |
| 26–3 | "우주 돼지로 돈을 많이 벌어요"                               | 2017년 4월 28일 대한민국 내 방영 : 2018년 10월 18일 | 928-2      |

## 19기
| 화수 | 제목                                                | 본방송일자 (일본)                                   | 방영순서 |
| ---- | --------------------------------------------------- | --------------------------------------------------- | -------- |
| 1–1  | "빨래방은 번거로워요"                               | 2017년 6월 2일 대한민국 내 방영 : 2019년 8월 19일   | 932-1    |
| 1–2  | "옆집아줌마 친구들과 놀아요"                        | 2017년 6월 2일 대한민국 내 방영 : 2019년 8월 19일   | 932-2    |
| 1–3  | "전골 재료를 사러 가요"                             | 2017년 6월 9일 대한민국 내 방영 : 2019년 8월 19일   | 933-1    |
| 2–1  | "행운을 저금해요"                                   | 2017년 6월 9일 대한민국 내 방영 : 2019년 8월 19일   | 933-2    |
| 2–2  | "과외선생님을 구해요"                               | 2017년 6월 16일 대한민국 내 방영 : 2019년 8월 19일  | 934-1    |
| 2–3  | "아빠를 마중 나가요"                                | 2017년 6월 16일 대한민국 내 방영 : 2019년 8월 19일  | 934-2    |
| 3–1  | "떡잎마을의 전설 시리즈 의문의 끝없는 행렬"         | 2017년 6월 23일 대한민국 내 방영 : 2019년 8월 26일  | 935-1    |
| 3–2  | "고급스러운 개집이 생겼어요"                        | 2017년 6월 23일 대한민국 내 방영 : 2019년 8월 26일  | 935-2    |
| 3–3  | "떡잎마을의 전설 시리즈 공포의 엘리베이터"          | 2017년 6월 30일 대한민국 내 방영 : 2019년 8월 26일  | 936-1    |
| 4–1  | "쓰레기통은 소중해요"                               | 2017년 6월 30일 대한민국 내 방영 : 2019년 8월 26일  | 936-2    |
| 4–2  | "우리 마을을 한 바퀴 돌아요"                        | 2017년 7월 7일 대한민국 내 방영 : 2019년 8월 26일   | 937-1    |
| 4–3  | "온몸으로 얼룩을 감춰요"                            | 2017년 7월 7일 대한민국 내 방영 : 2019년 8월 26일   | 937-2    |
| 5–1  | "창문을 반짝반짝 닦아요"                            | 2017년 5월 12일 대한민국 내 방영 : 2019년 9월 2일   | 929-1    |
| 5–2  | "골프대결을 해요"                                   | 2017년 5월 12일 대한민국 내 방영 : 2019년 9월 2일   | 929-2    |
| 5–3  | "비밀 고백 대회를 해요"                             | 2017년 5월 19일 대한민국 내 방영 : 2019년 9월 2일   | 930-1    |
| 6–1  | "신비로운 인어 전설이에요(전편)"                    | 2017년 8월 4일 대한민국 내 방영 : 2019년 9월 2일    | 938-1    |
| 6–2  | "신비로운 인어 전설이에요(후편)"                    | 2017년 8월 4일 대한민국 내 방영 : 2019년 9월 2일    | 938-2    |
| 6–3  | "펭귄이 왔어요"                                     | 2017년 8월 18일 대한민국 내 방영 : 2019년 9월 2일   | 939-1    |
| 7–1  | "밤에 깨어나는 샌드백 토끼"                         | 2017년 8월 18일 대한민국 내 방영 : 2019년 9월 9일   | 939-2    |
| 7–2  | "우리는 쌍둥이에요"                                 | 2017년 5월 26일 대한민국 내 방영 : 2019년 9월 9일   | 931-1    |
| 7–3  | "아빠랑 아이스크림을 만들어요"                      | 2017년 8월 25일 대한민국 내 방영 : 2019년 9월 9일   | 940-1    |
| 8–1  | "메밀국수를 먹으러 가요"                            | 2017년 9월 8일 대한민국 내 방영 : 2019년 9월 9일    | 941-1    |
| 8–2  | "최고의 판매여왕이 또 찾아왔어요"                   | 2017년 9월 8일 대한민국 내 방영 : 2019년 9월 9일    | 941-2    |
| 8–3  | "송이버섯 회의를 해요"                              | 2017년 9월 15일 대한민국 내 방영 : 2019년 9월 9일   | 942-1    |
| 9–1  | "수지는 일편단심이에요"                             | 2017년 9월 15일 대한민국 내 방영 : 2019년 9월 16일  | 942-2    |
| 9–2  | "바비큐로 영업을 해요"                              | 2017년 10월 13일 대한민국 내 방영 : 2019년 9월 16일 | 943-1    |
| 9–3  | "도그 요가를 체험해요"                              | 2017년 10월 13일 대한민국 내 방영 : 2019년 9월 16일 | 943-2    |
| 10–1 | "새로운 필살기를 생각해요"                          | 2017년 10월 20일 대한민국 내 방영 : 2019년 9월 16일 | 944-1    |
| 10–2 | "맹구의 비밀이 궁금해요"                            | 2017년 10월 20일 대한민국 내 방영 : 2019년 9월 16일 | 944-2    |
| 10–3 | "우리들은 오리예요"                                 | 2017년 10월 27일 대한민국 내 방영 : 2019년 9월 16일 | 945-1    |
| 11–1 | "메뉴가 똑같아요"                                   | 2017년 10월 27일 대한민국 내 방영 : 2019년 9월 23일 | 945-2    |
| 11–2 | "아빠가 외국으로 가신대요"                          | 2017년 11월 3일 대한민국 내 방영 : 2019년 9월 23일  | 946-1    |
| 11–3 | "절대로 들키면 안돼요"                              | 2017년 11월 3일 대한민국 내 방영 : 2019년 9월 23일  | 946-2    |
| 12–1 | "유리가 가출했어요"                                 | 2017년 11월 10일 대한민국 내 방영 : 2019년 9월 23일 | 947-1    |
| 12–2 | "아기 보기는 힘들어요"                              | 2017년 11월 17일 대한민국 내 방영 : 2019년 9월 23일 | 948-1    |
| 12–3 | "멀리 있어도 잘 지내고 있어요"                      | 2017년 11월 17일 대한민국 내 방영 : 2019년 9월 23일 | 948-2    |
| 13–1 | "파르페를 꼭 먹고 싶어요"                           | 2017년 11월 24일 대한민국 내 방영 : 2019년 9월 30일 | 949-1    |
| 13–2 | "오랜만에 아빠를 만났어요"                          | 2017년 11월 24일 대한민국 내 방영 : 2019년 9월 30일 | 949-2    |
| 13–3 | "집을 바꿔서 청소해요"                              | 2017년 12월 1일 대한민국 내 방영 : 2019년 9월 30일  | 950-1    |
| 14–1 | "부리부리용사의 모험, 나데렐라의 구두"              | 2017년 12월 1일 대한민국 내 방영 : 2019년 9월 30일  | 950-2    |
| 14–2 | "이슬이 누나랑 떡을 만들어요"                       | 2018년 1월 2일 대한민국 내 방영 : 2019년 9월 30일   | 951-1    |
| 14–3 | "완벽하게 모으고 싶어요"                            | 2018년 1월 2일 대한민국 내 방영 : 2019년 9월 30일   | 951-2    |
| 15–1 | "공짜로 눈축제를 보러가요"                          | 2018년 1월 9일 대한민국 내 방영 : 2019년 10월 7일   | 952-1    |
| 15–2 | "눈축제장에서 청혼을 해요"                          | 2018년 1월 9일 대한민국 내 방영 : 2019년 10월 7일   | 952-2    |
| 15–3 | "개구리가 나타났어요"                               | 2018년 1월 16일 대한민국 내 방영 : 2019년 10월 7일  | 953-1    |
| 16–1 | "친구들이 흰둥이랑 산책해요"                        | 2018년 1월 16일 대한민국 내 받영 : 2019년 10월 7일  | 953-2    |
| 16–2 | "전기장판이 최고예요"                               | 2018년 2월 2일 대한민국 내 방영 : 2019년 10월 7일   | 954-1    |
| 16–3 | "스탬프를 찍어요"                                   | 2018년 2월 2일 대한민국 내 방영 : 2019년 10월 7일   | 954-2    |
| 17–1 | "환상적인 그것을 찾으러 가요"                       | 2018년 2월 9일 대한민국 내 방영 : 2019년 10월 21일  | 955-1    |
| 17–2 | "붉은 장미 삼총사처럼 되고 싶어요"                  | 2018년 2월 9일 대한민국 내 방영 : 2019년 10월 21일  | 955-2    |
| 17–3 | "떡잎마을의 전설 시리즈, 철수랑 떨어질 수가 없어요" | 2018년 2월 16일 대한민국 내 방영 : 2019년 10월 21일 | 956-1    |
| 18–1 | "아빠는 밖에 나가서 놀고 싶대요"                    | 2018년 2월 16일 대한민국 내 방영 : 2019년 10월 21일 | 956-2    |
| 18–2 | "안내책자 사진을 찍어요"                            | 2018년 2월 23일 대한민국 내 방영 : 2019년 10월 21일 | 957-1    |
| 18–3 | "엄마가 매니큐어를 발라요"                          | 2018년 2월 23일 대한민국 내 방영 : 2019년 10월 21일 | 957-2    |
| 19–1 | "먹방 리포터를 하고 싶어요"                         | 2018년 3월 9일 대한민국 내 방영 : 2019년 10월 28일  | 958-1    |
| 19–2 | "졸업하고 칭찬받아요"                               | 2018년 3월 9일 대한민국 내 방영 : 2019년 10월 28일  | 958-2    |
| 19–3 | "아빠 머릿결이 찰랑찰랑해요"                        | 2018년 4월 13일 대한민국 내 방영 : 2019년 10월 28일 | 959-1    |
| 20–1 | "짱아가 유치원에 왔어요"                            | 2018년 4월 13일 대한민국 내 방영 : 2019년 10월 28일 | 959-2    |
| 20–2 | "남자끼리 간식을 먹어요"                            | 2018년 4월 20일 대한민국 내 방영 : 2019년 10월 28일 | 960-1    |
| 20–3 | "차은주 선생님을 도와드려요"                        | 2018년 4월 20일 대한민국 내 방영 : 2019년 10월 28일 | 960-2    |
| 21–1 | "식빵 스티커를 모아요"                              | 2018년 4월 27일 대한민국 내 방영 : 2019년 11월 4일  | 961-1    |
| 21–2 | "액션가면으로 변신해요"                             | 2018년 4월 27일 대한민국 내 방영 : 2019년 11월 4일  | 961-2    |
| 21–3 | "집에 AI 로봇이 왔어요"                             | 2018년 5월 11일 대한민국 내 방영 : 2019년 11월 4일  | 962-1    |
| 22–1 | "우리 집에서 글램핑을 해요"                         | 2018년 5월 11일 대한민국 내 방영 : 2019년 11월 4일  | 962-2    |
| 22–2 | "종이 붙이기로 대결해요"                            | 2018년 5월 18일 대한민국 내 방영 : 2019년 11월 4일  | 963-1    |
| 22–3 | "식당 예약을 맡았어요"                              | 2018년 5월 18일 대한민국 내 방영 : 2019년 11월 4일  | 963-2    |
| 23–1 | "부록을 만들어요"                                   | 2018년 5월 25일 대한민국 내 방영 : 2019년 11월 11일 | 964-1    |
| 23–2 | "흑곰의 얼굴을 보고 싶어요"                         | 2018년 5월 25일 대한민국 내 방영 : 2019년 11월 11일 | 964-2    |
| 23–3 | "훈제요리를 해먹어요"                               | 2018년 6월 1일 대한민국 내 방영 : 2019년 11월 11일  | 965-1    |
| 24–1 | "감기에 걸려서 심심해요"                            | 2018년 6월 1일 대한민국 내 방영 : 2019년 11월 11일  | 965-2    |
| 24–2 | "아빠가 건강검진을 받는대요"                        | 2018년 6월 8일 대한민국 내 방영 : 2019년 11월 11일  | 966-1    |
| 24–3 | "아기 타조의 엄마가 됐어요"                         | 2018년 6월 8일 대한민국 내 방영 : 2019년 11월 11일  | 966-2    |